# Drehfrucht
Drehfrucht (Streptocarpus), auch eingedeutscht Streptokarpus genannt, ist eine Pflanzengattung innerhalb der Familie der Gesneriengewächse (Gesneriaceae). Die etwa 135 Arten gedeihen hauptsächlich in den Wäldern des tropischen und südlichen Afrikas und Madagaskars. Viele Sorten werden als Zimmerpflanzen verwendet.

## Namensherkunft
Sowohl ihren deutschsprachigen Trivialnamen Drehfrucht als auch den botanischen Namen Streptocarpus bekam diese Pflanzengattung aufgrund der spiralig gedrehten, langen Früchte, welche von den meisten Arten gebildet werden. Der botanische Gattungsname Streptocarpus leitet sich aus altgriechisch στρεπτός streptós, deutsch ‚gedreht‘ und καρπός karpós, deutsch ‚Frucht‘ ab.

## Beschreibung

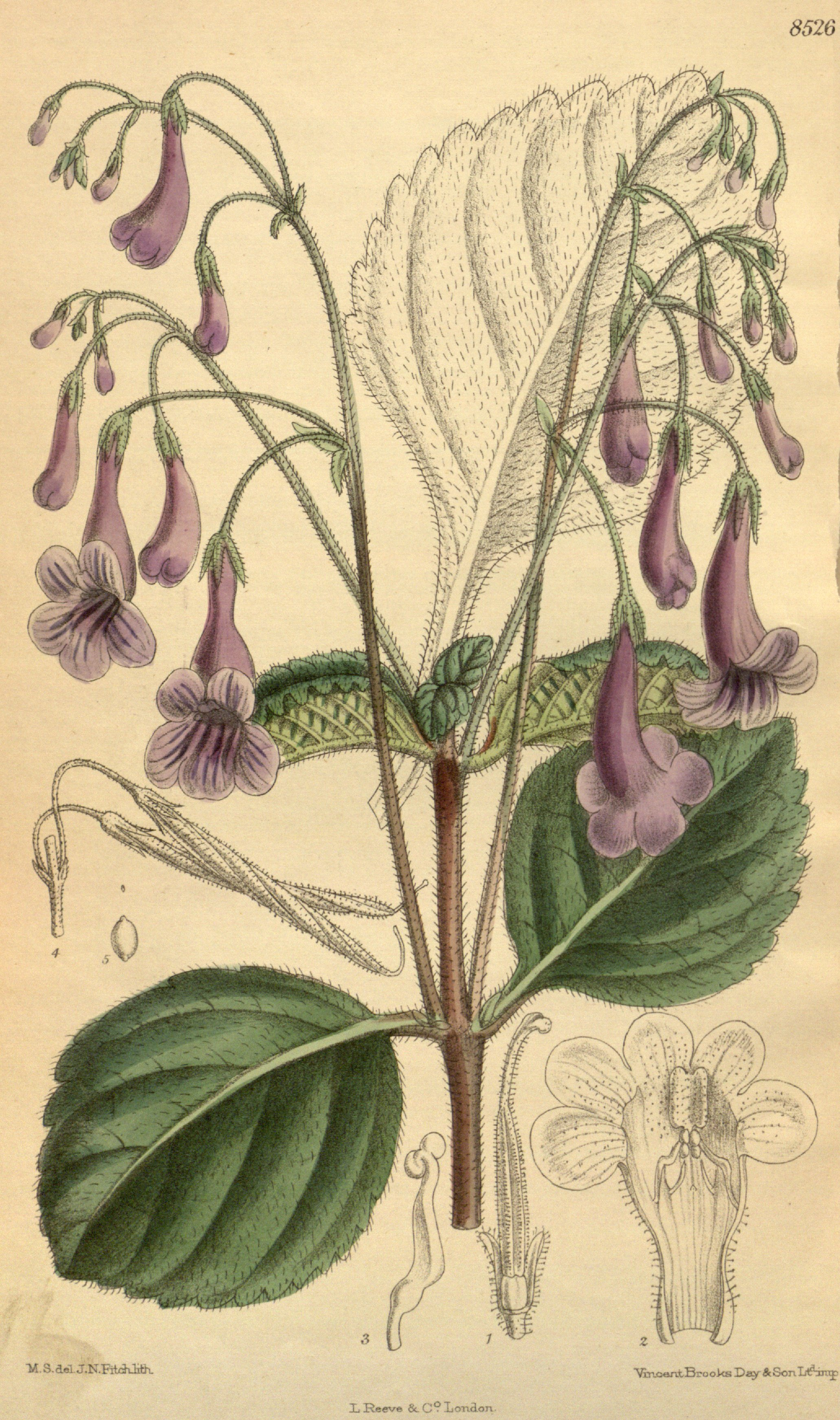
Illustration von Streptocarpus orientalis

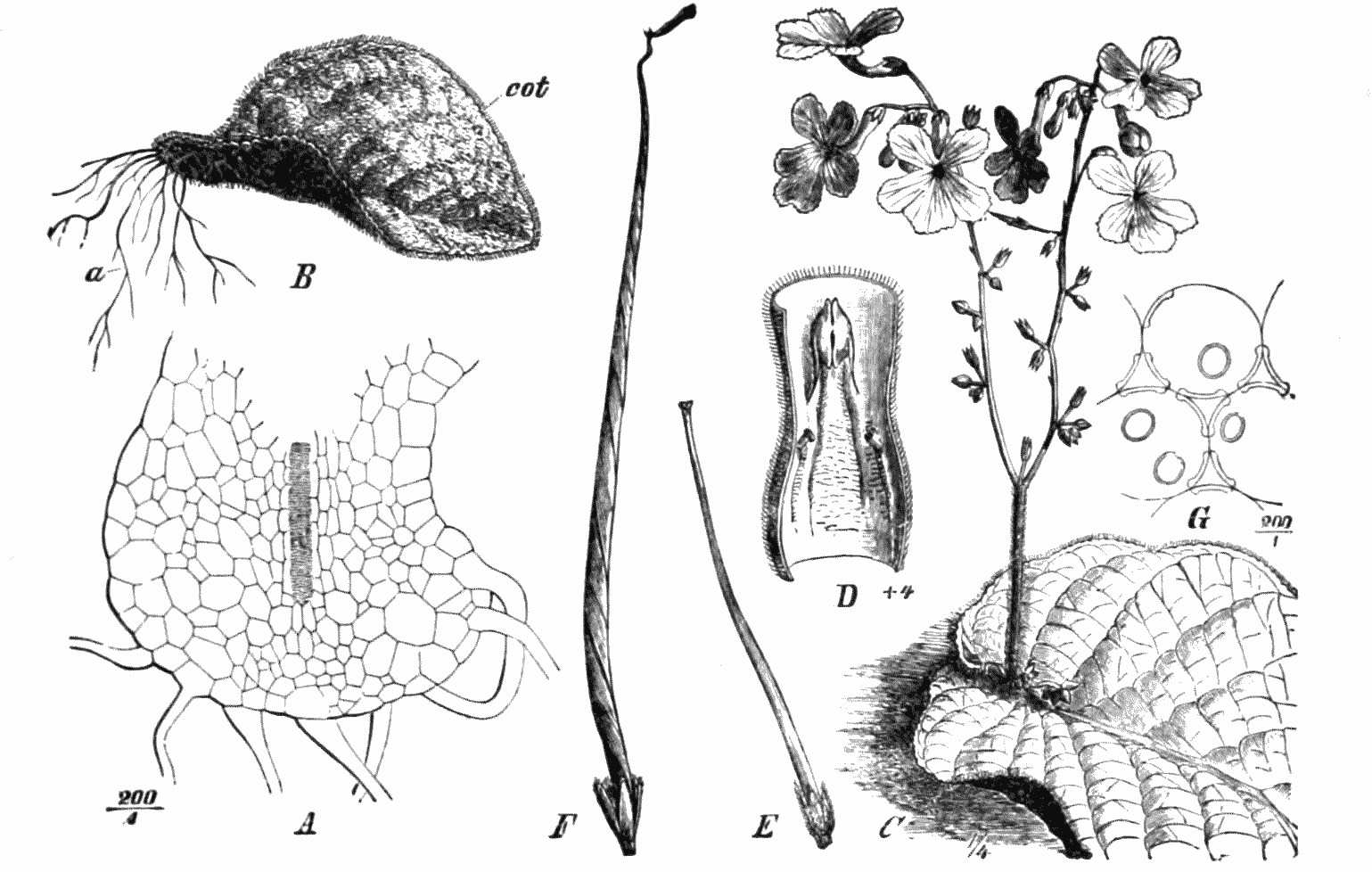
Illustration der Vielblütigen Drehfrucht (Streptocarpus polyanthus), die nur ein einziges lebenslang wachsendes Laubblatt ausbildet.

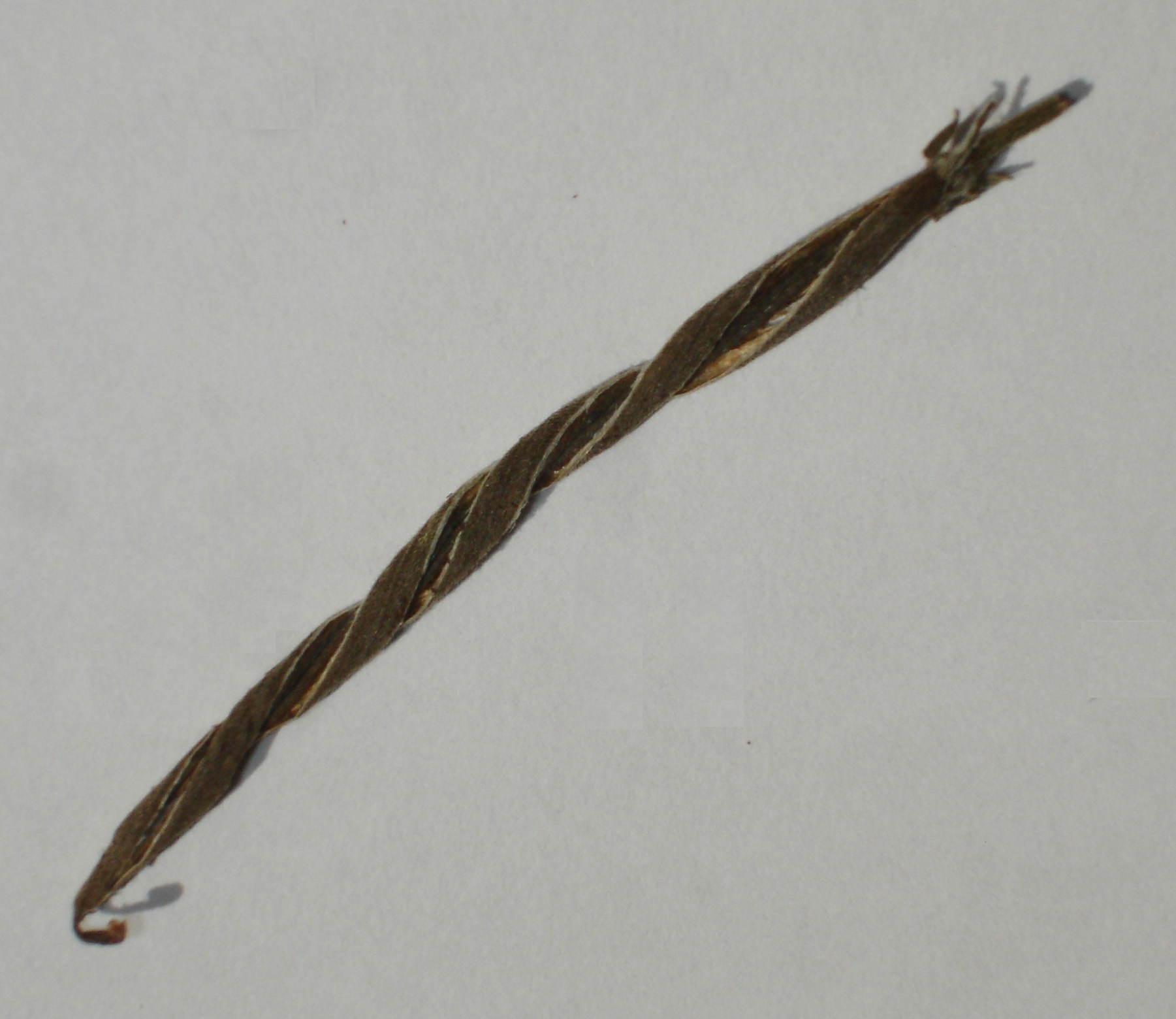
Der Name Drehfrucht erklärt sich mit der spiralförmigen Struktur der Frucht.

### Erscheinungsbild
Streptocarpus-Arten sind ein- bis mehrjährige, also monokarpe hapaxanthe Pflanzen oder meist ausdauernde, also pollakanthe, polykarpische Pflanzen. Sie wachsen als immergrüne, krautige Pflanzen, die selten an ihrer Basis verholzen. Der größere Teil der Arten ist acaulescent, das bedeutet die Sprossachse ist gestaucht. Einige Arten bilden mehr oder weniger lange Sprossachsen aus, die selbständig aufrecht, kriechend bis überhängend sind.

### Laubblätter
Die Laubblätter der meisten Arten sind in grundständigen Rosetten angeordnet. Ausnahmen sind einige Arten, welche nur ein einziges großes Blatt bilden, das durch ein Basalmeristem lebenslang wächst, wie zum Beispiel Streptocarpus wendlandii und Streptocarpus dunnii. Bei den Arten der Untergattung Streptocarpella sind die Laubblätter gegenstängig an den Stängeln entlang verteilt; zu ihnen gehört beispielsweise Streptocarpus saxorum. Die meist fein behaarten und leicht brechenden Laubblätter sind bei der Untergattung Streptocarpella mehr oder weniger lang gestielt und meist ungestielt. Die einfachen Blattspreiten sind bei der Untergattung Streptocarpus meist länglich und bei der Untergattung Streptocarpella meist fast kreisförmig, selten verkehrt eiförmig bis elliptisch.

### Blütenstände und Blüten
Auf seitenständig an langen Blütenstandsschäften stehen die Blüten selten einzeln, meist zu einigen bis vielen in zymösen Blütenständen.
Die einzelnen Blüten halten einen Tag bis mehrere Wochen je nach Art. Die zwittrigen, zygomorphen Blüten sind fünfzählig mit doppelter Blütenhülle. Die fünf Kelchblätter sind meist frei oder höchstens an ihrer Basis verwachsen. Die fünf Blütenkronblätter sind röhrig verwachsen und die Kronröhre endet zweilippig. Die Farben der Kronblätter reichen von blau über violett und rosa bis rot und weiß. Von den zwei Paaren Staubblättern ist nur eines fertil, von dem anderen zu Staminodien reduziertem Paar fehlt meistens ein Staminodium. Die Staubfäden sind in der Mitte oft verdickt. Die Nektarien sind ringförmig oder kurz becherförmig. Zwei Fruchtblätter sind zu einem eiförmigen bis zylindrischen, unterständigen, meist einkammerigen Fruchtknoten verwachsen. Die Narbe ist je nach Art unterschiedlich.

### Früchte und Samen
Die mehr oder weniger zylindrischen, sich während der Entwicklung spiralig drehenden Kapselfrüchte, öffnen sich bei Reife mit einem Schlitz und die Spirale dreht sich auf, wenn sie alt sind. Dann springen sie in vier Klappen auf und enthalten viele Samen. Die sehr feinen (winzigen) Samen besitzen eine netzartige oder warzige Oberfläche. Ein Gramm Samen enthält circa 40.000 bis 80.000 Korn.

## Nutzung
Von einigen Drehfrucht-Arten und -Hybriden werden Sorten als Zimmerpflanzen verwendet.
Die Hauptblütezeit der Sorten reicht von Februar bis Oktober, die einzelnen Blüten halten einen bis mehrere Tage je nach Sorte. Die Blütenfarben der Sorten reichen von blau über violett und rosa bis rot und weiß. Auch Züchtungen mit mehrfarbigen Blüten gibt es.

### Pflege im Zimmer
Die Sorten der Drehfrucht mögen es entsprechend ihrer tropischen Herkunft ganzjährig warm ohne direkte Sonne und haben gern eine hohe Luftfeuchtigkeit. Beim Gießen ist darauf zu achten, nur auf die Erde, nicht aber auf oder zwischen die Blätter zu gießen, da dies zur Fäulnis führen kann. Bei mäßigem Gießen blüht die Drehfrucht lange und intensiv. Die Drehfrucht ist ein Lichtkeimer. Meist wird sie jedoch durch Blattstecklinge vermehrt.

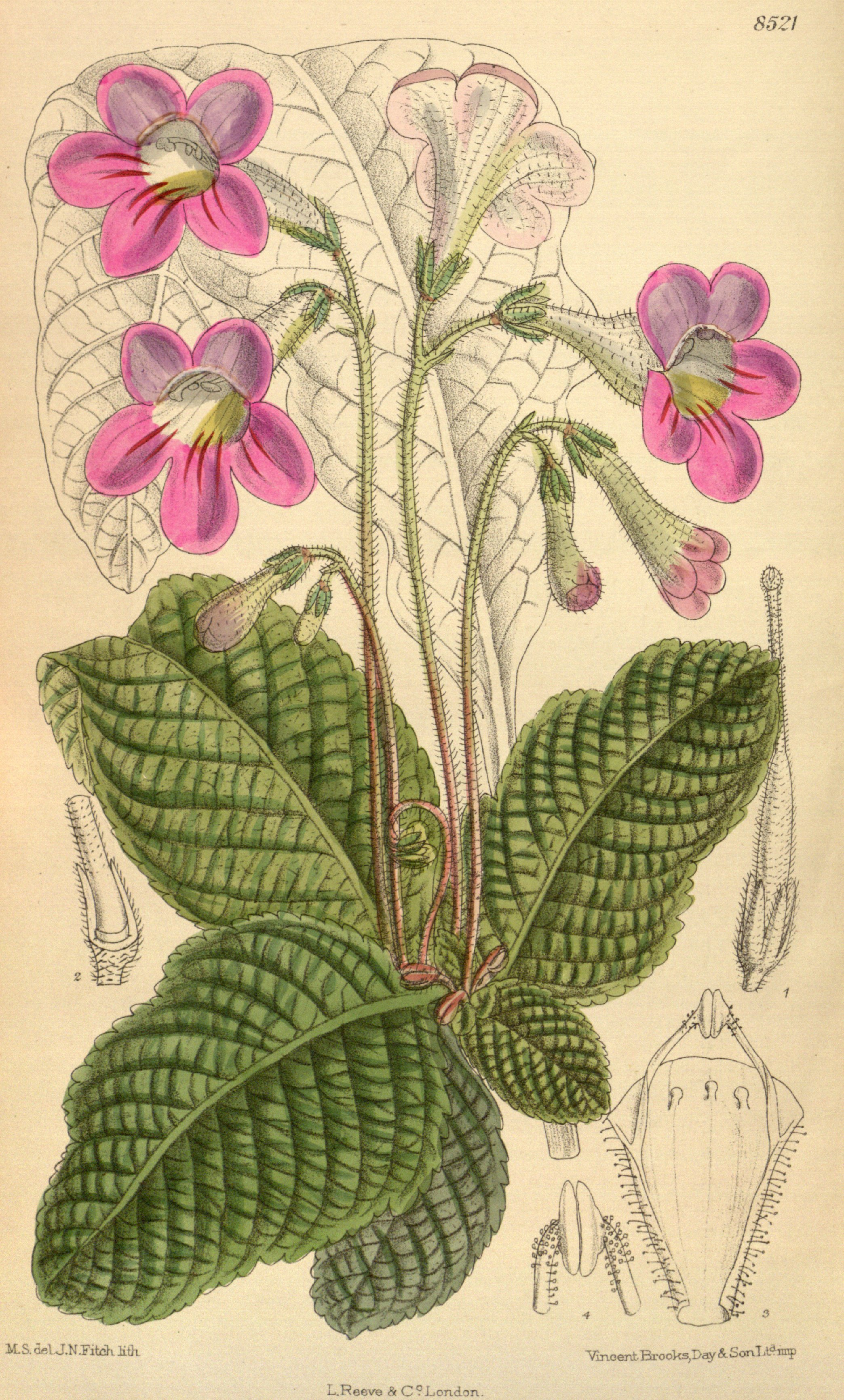
Illustration von Streptocarpus cyaneus

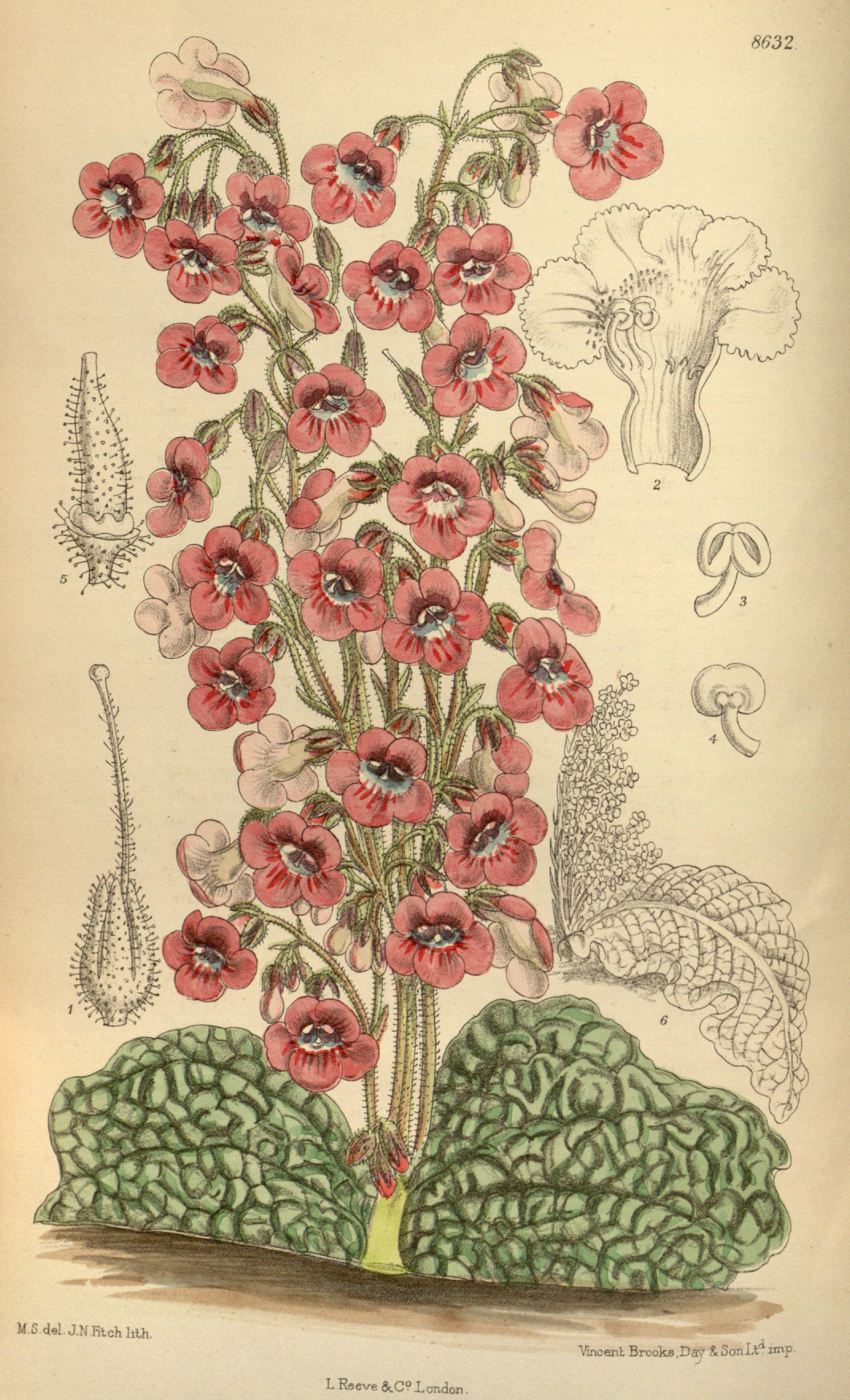
Illustration von Streptocarpus denticulatus

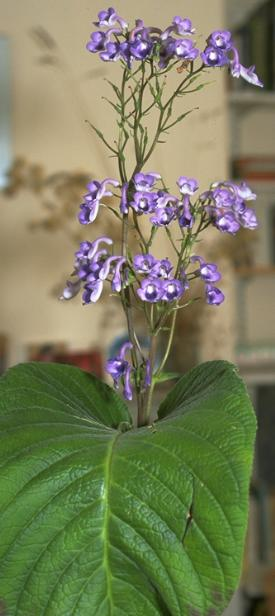
Streptocarpus eylesii

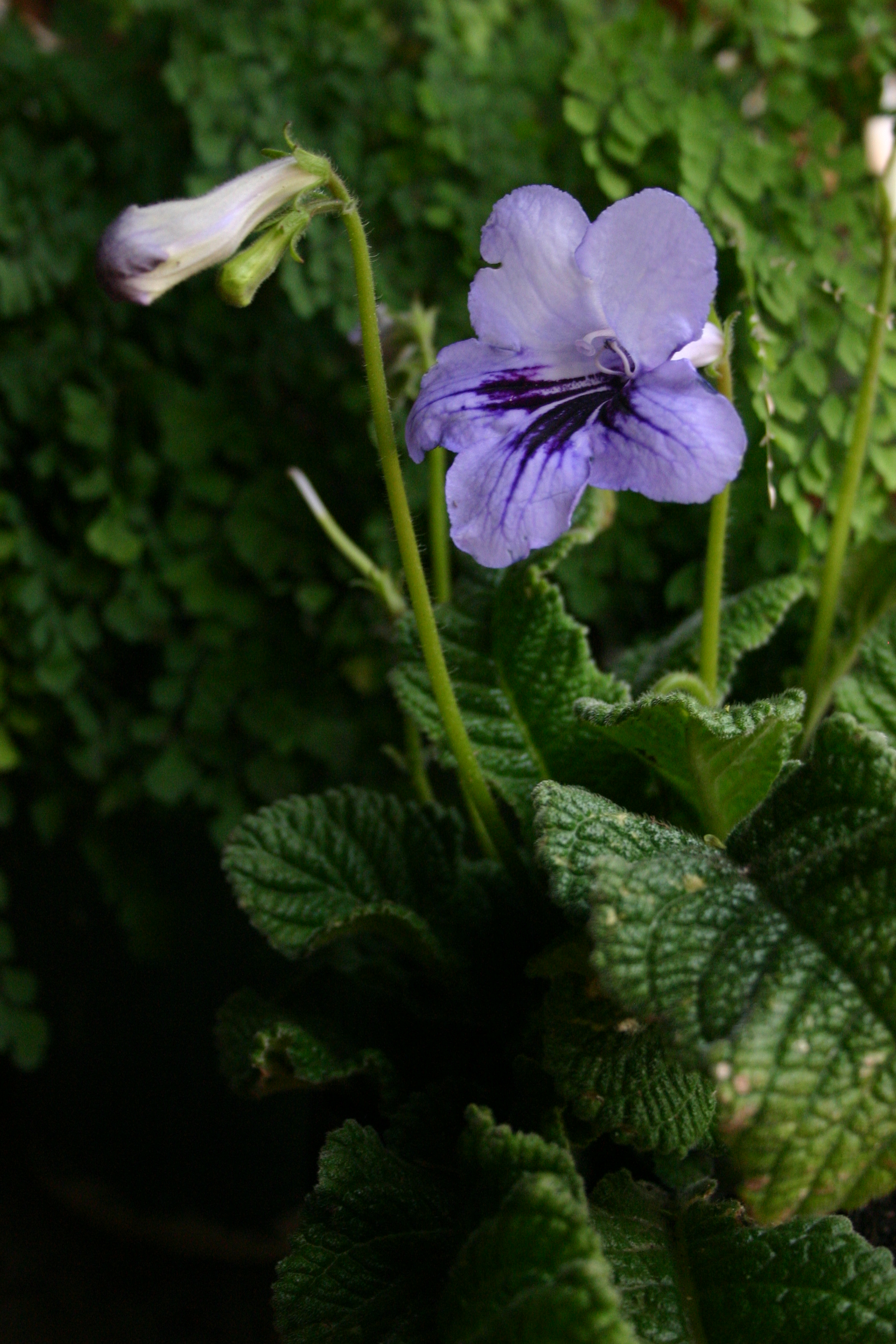
Streptocarpus formosus

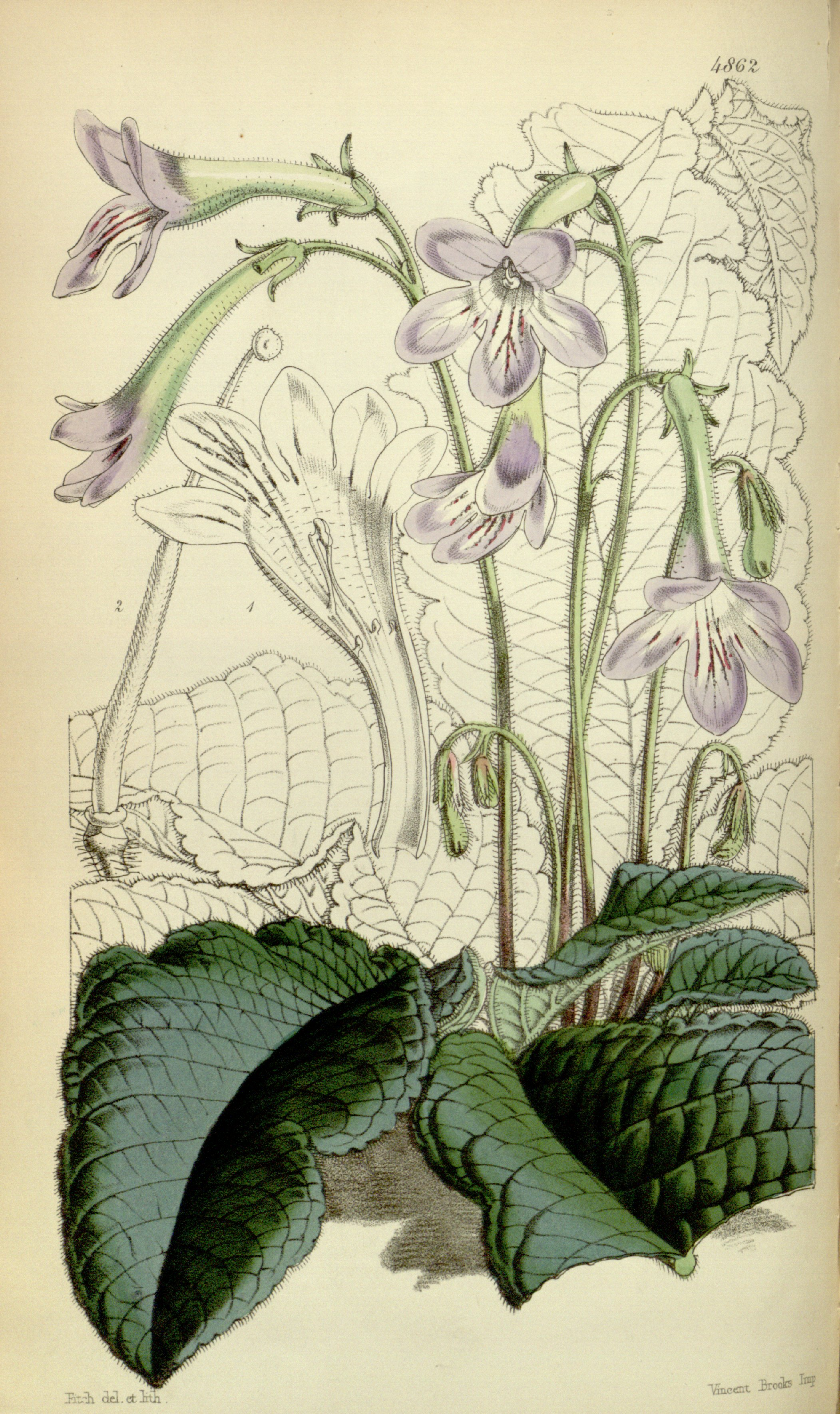
Illustration von Streptocarpus gardenii

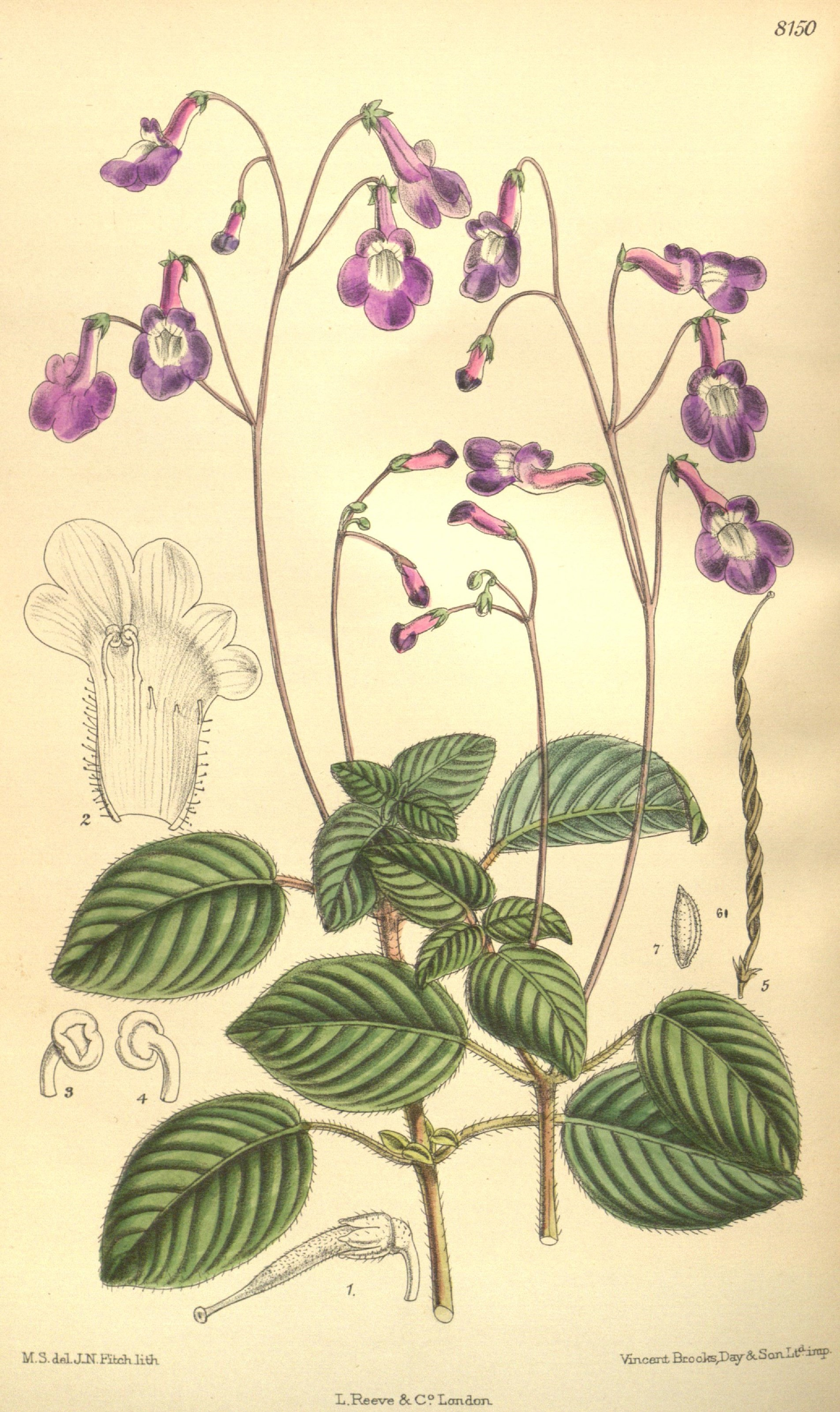
Illustration von Streptocarpus holstii

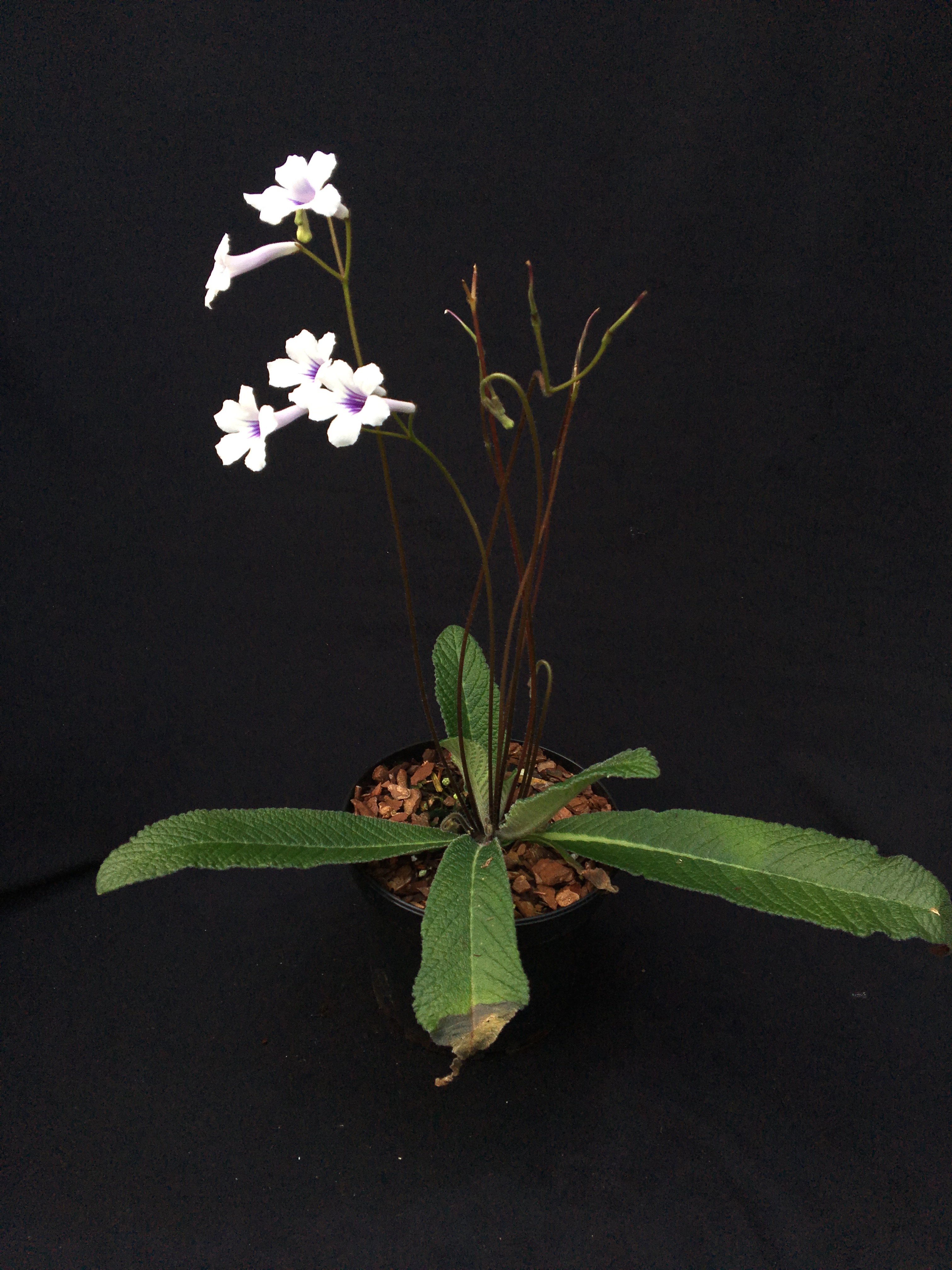
Streptocarpus kentaniensis

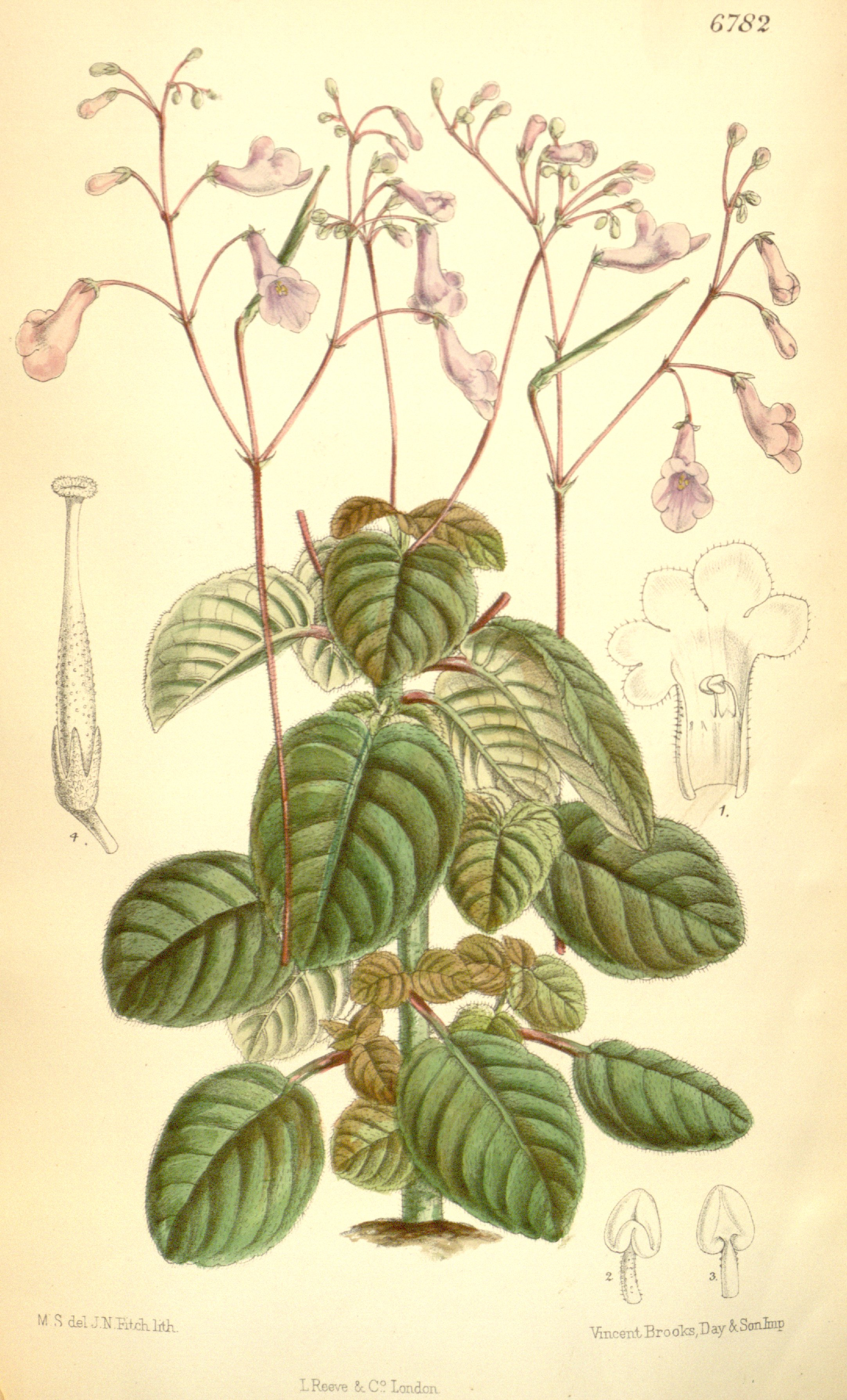
Illustration von Streptocarpus kirkii

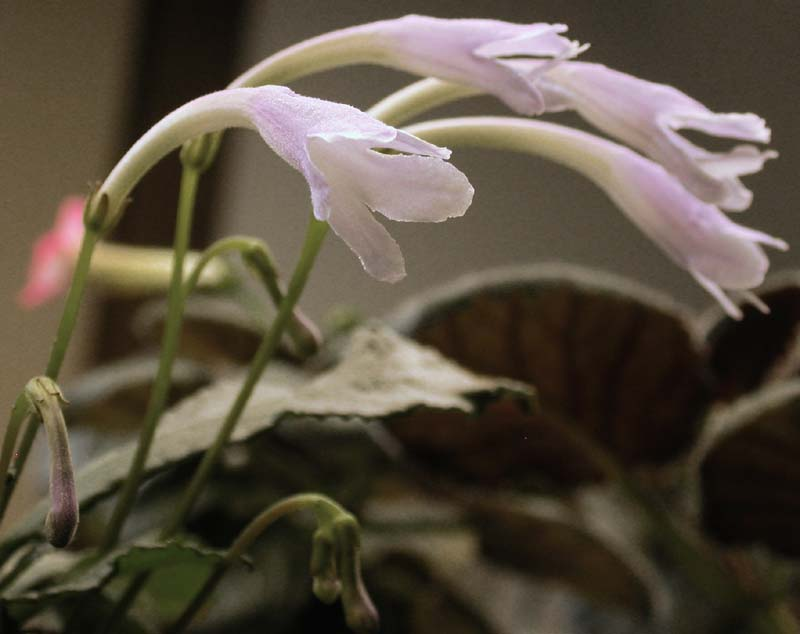
Streptocarpus lilliputana

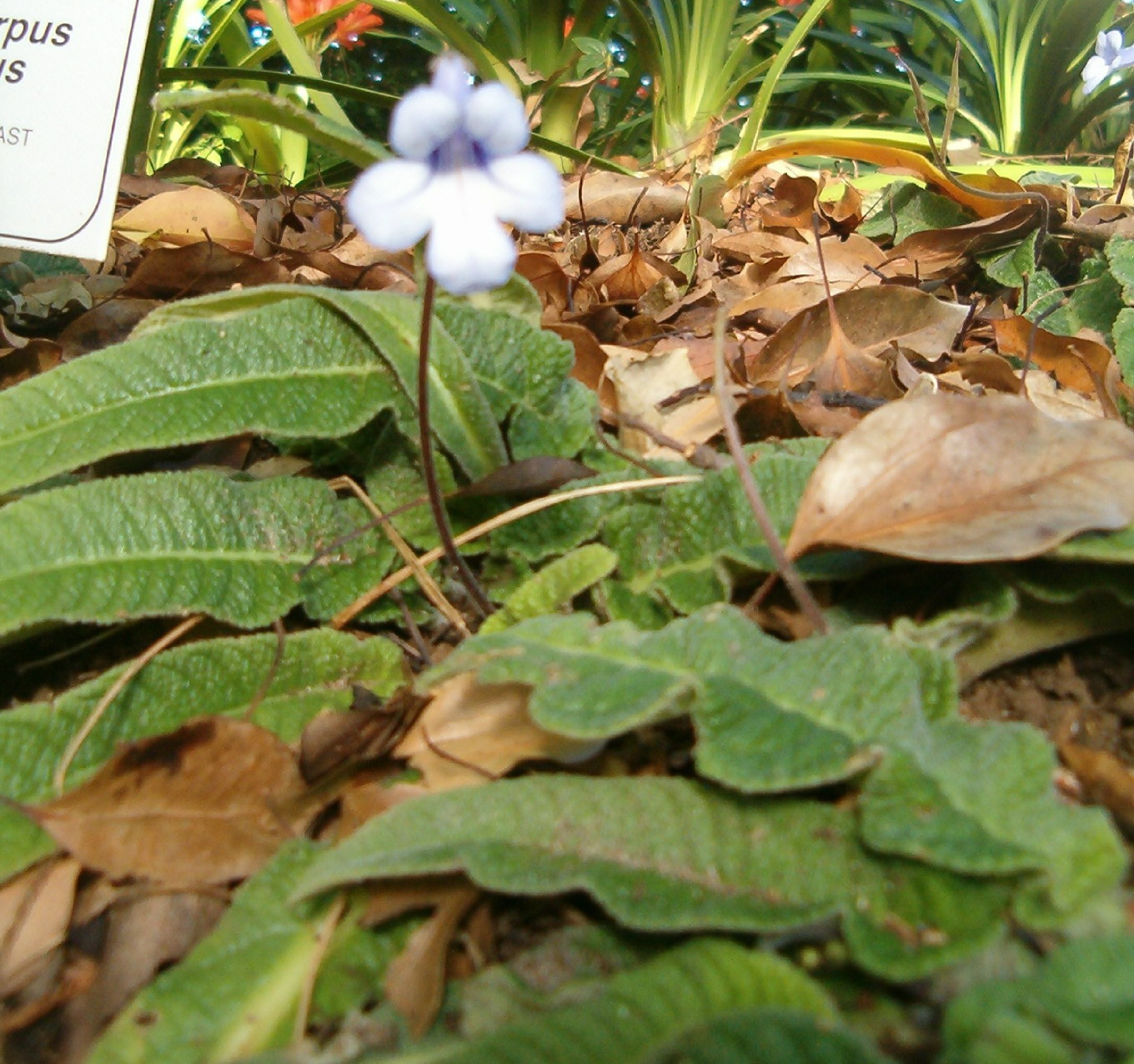
Streptocarpus modestus

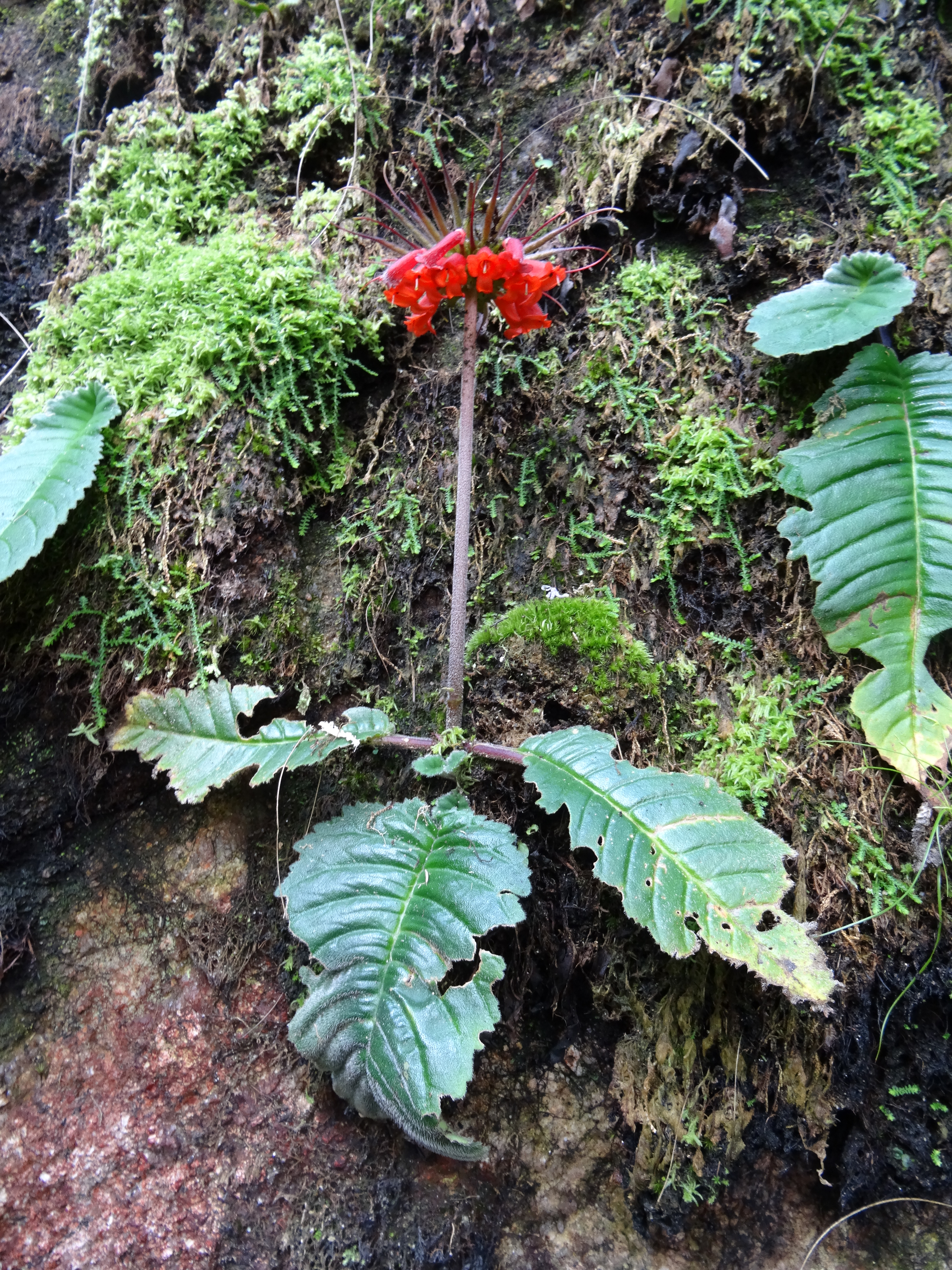
Streptocarpus myoporoides

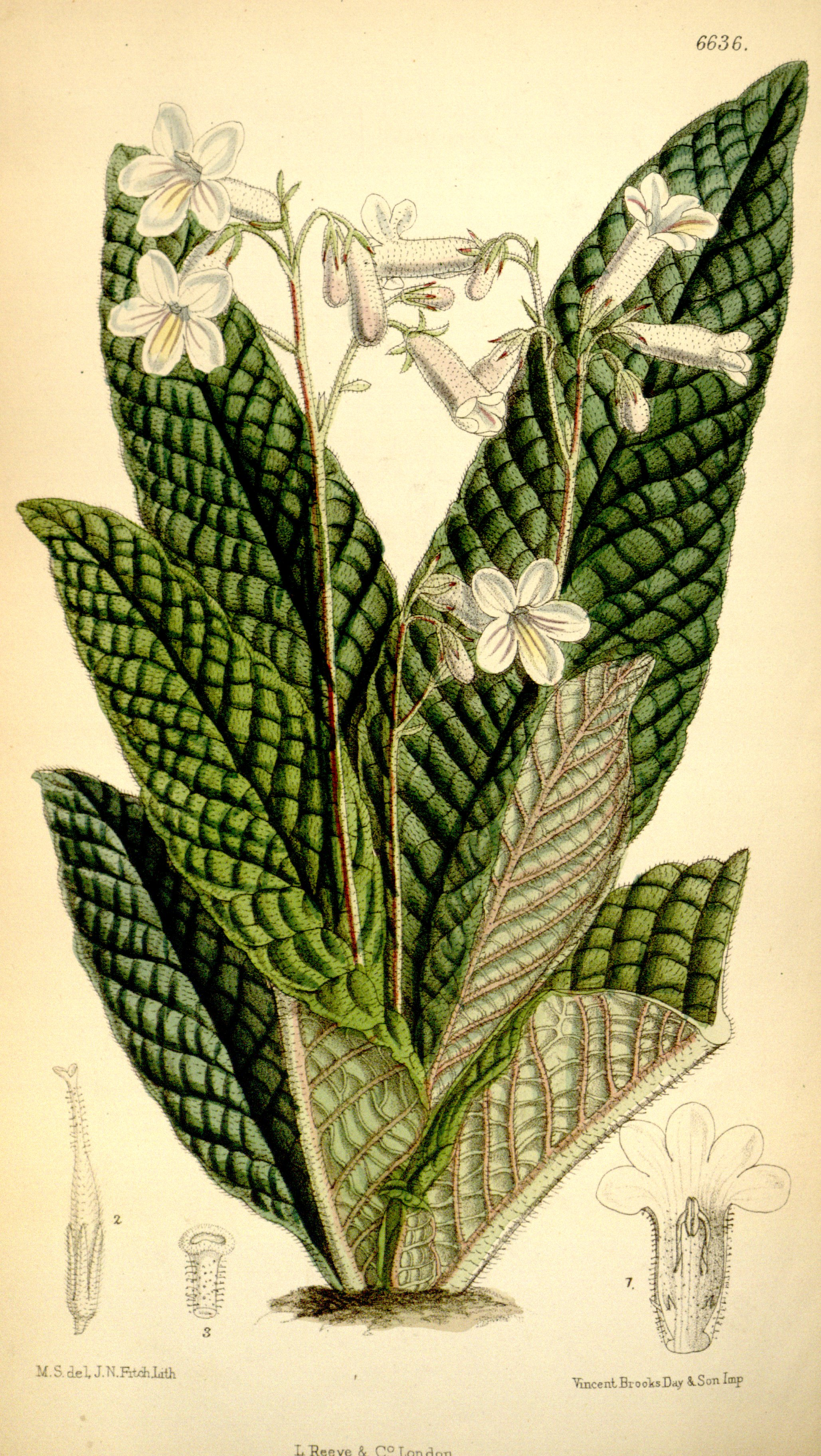
Illustration von Streptocarpus parviflorus

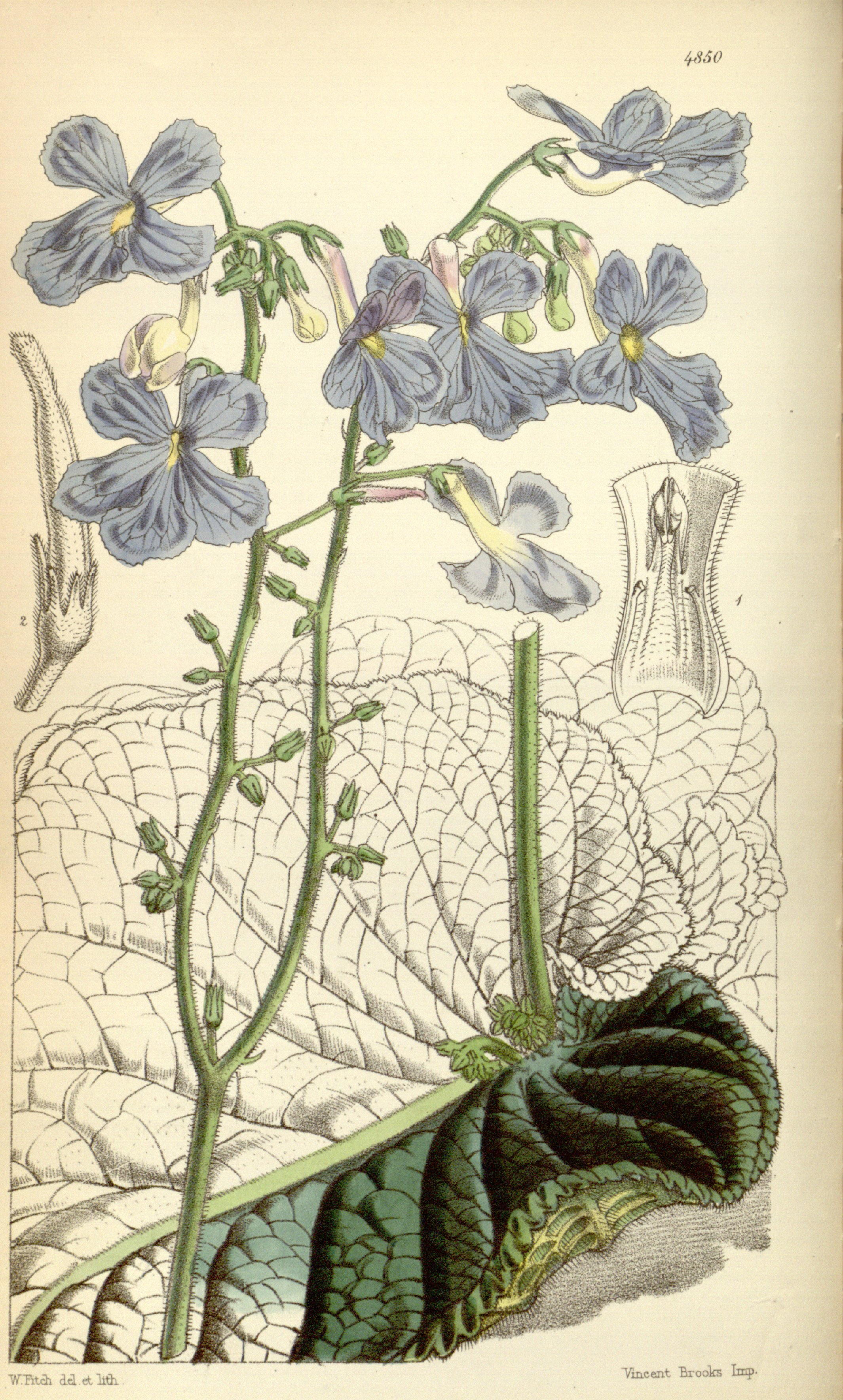
Illustration von Streptocarpus polyanthus

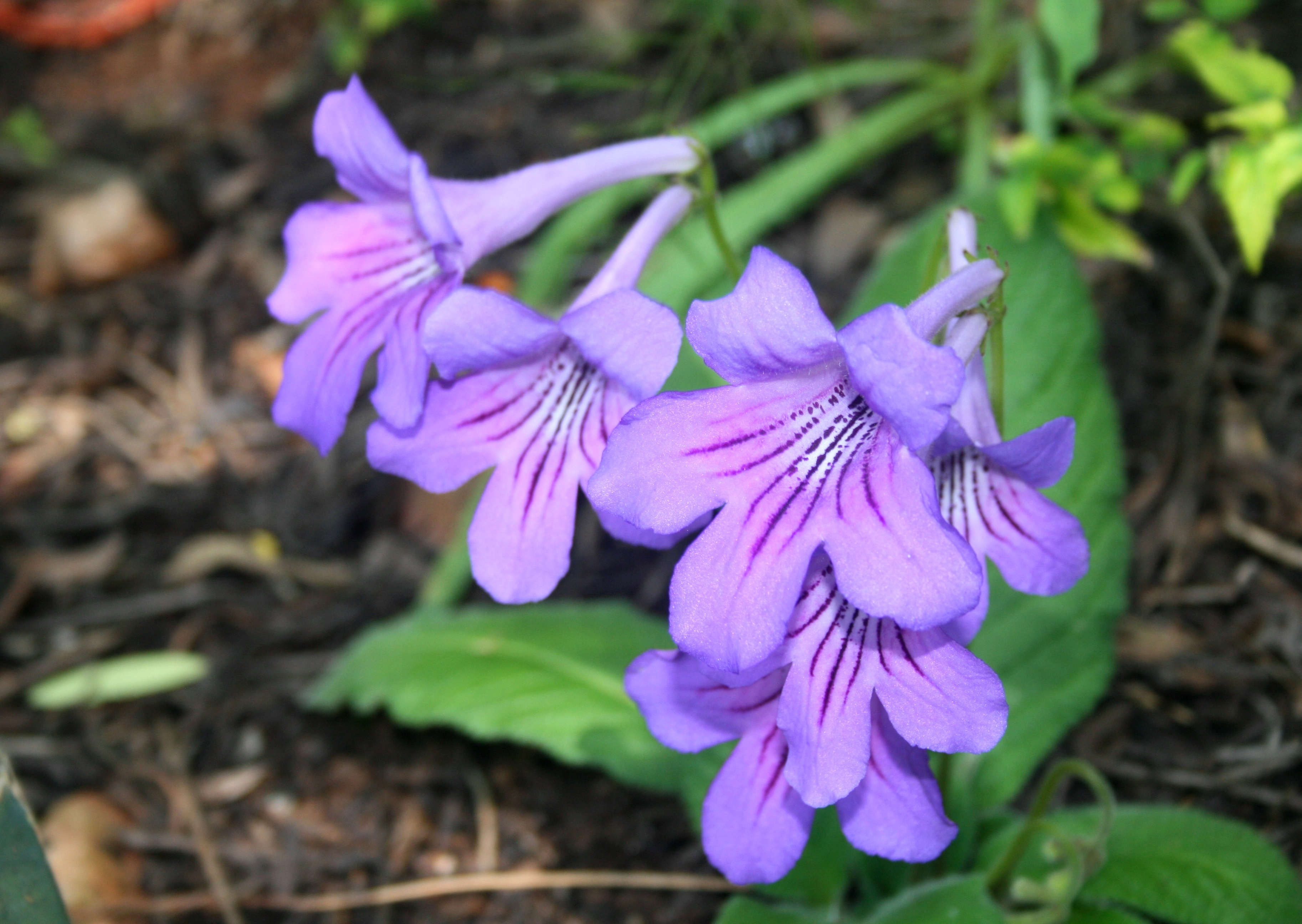
Illustration von Streptocarpus primulifolius

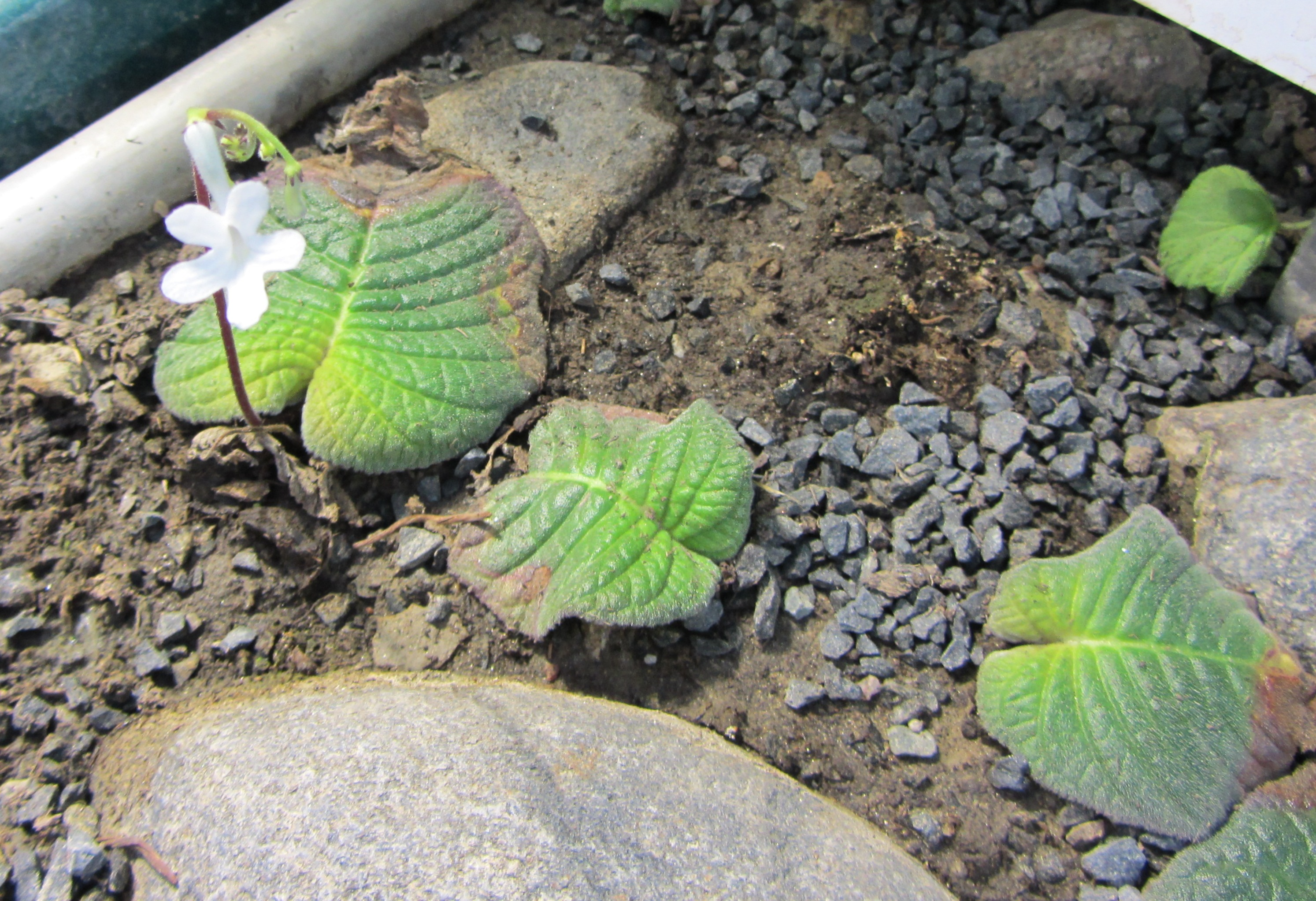
Streptocarpus prolixus

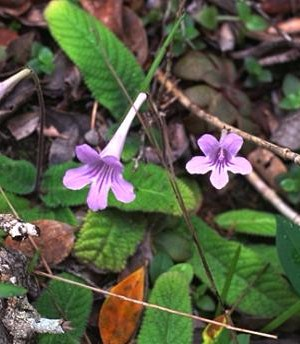
Streptocarpus rexii

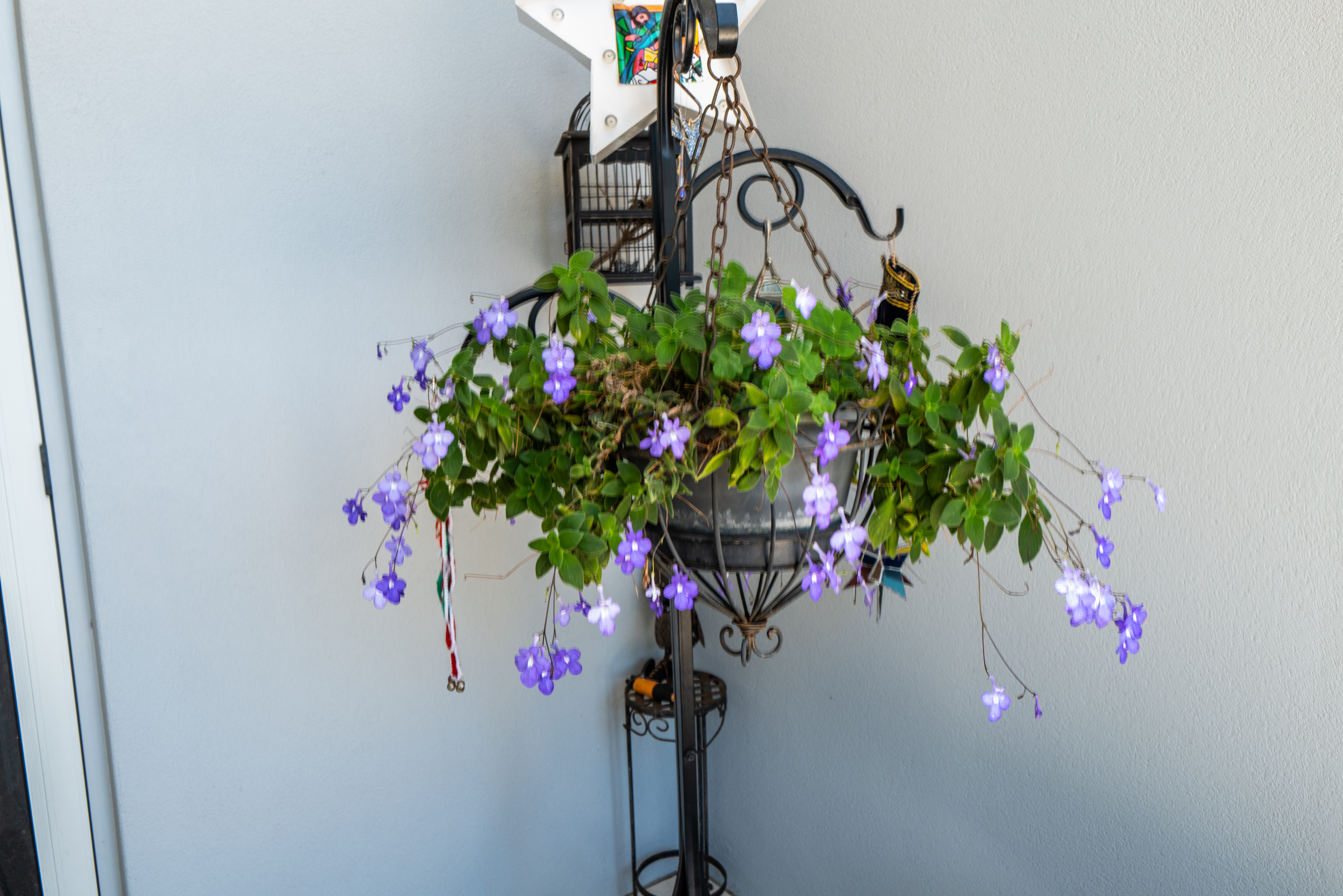
Streptocarpus saxorum bildet hängende Sprossachsen und wird selten auch als Zimmerpflanze und dann als „Ampelpflanze“ verwendet.

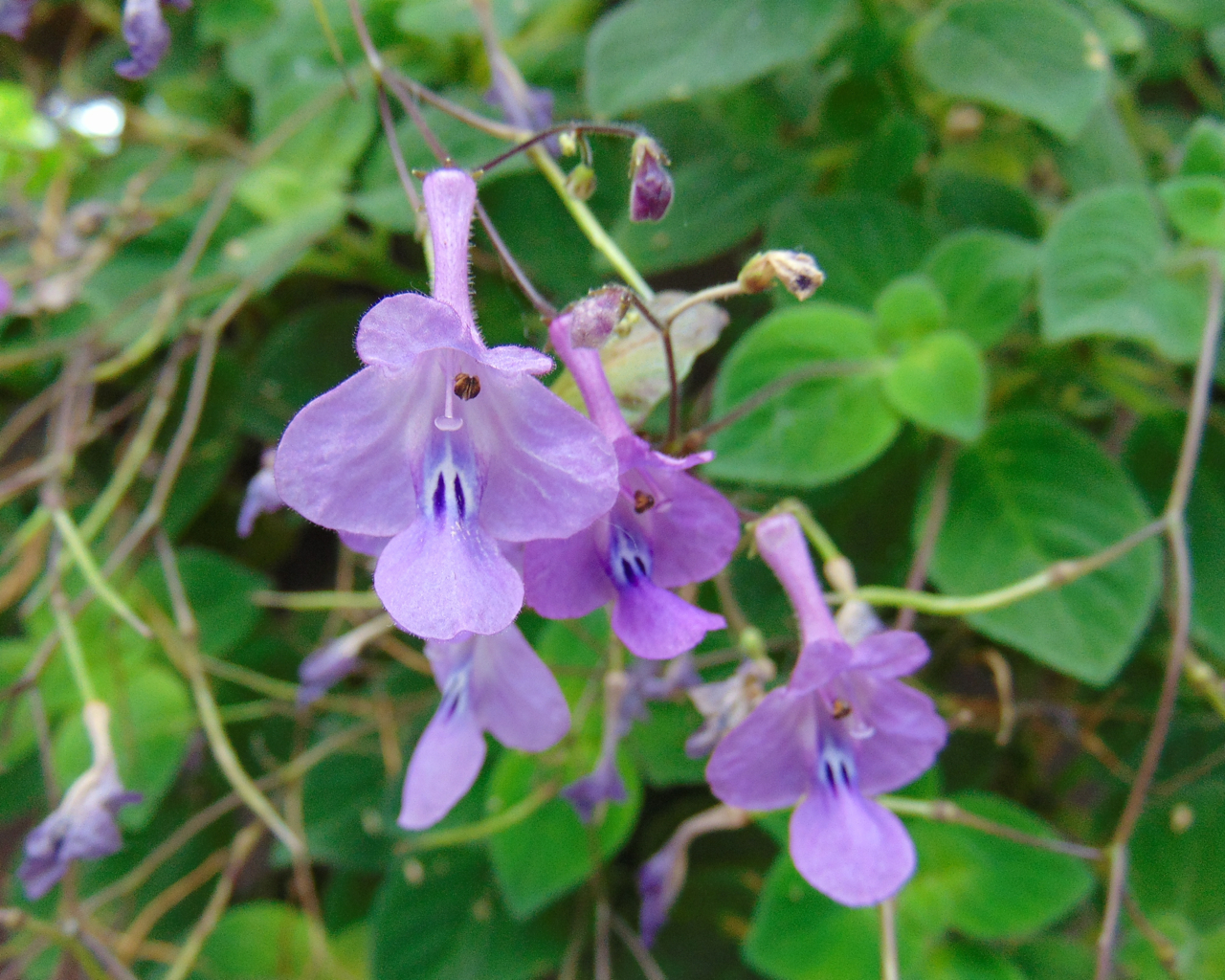
Streptocarpus stomandrus

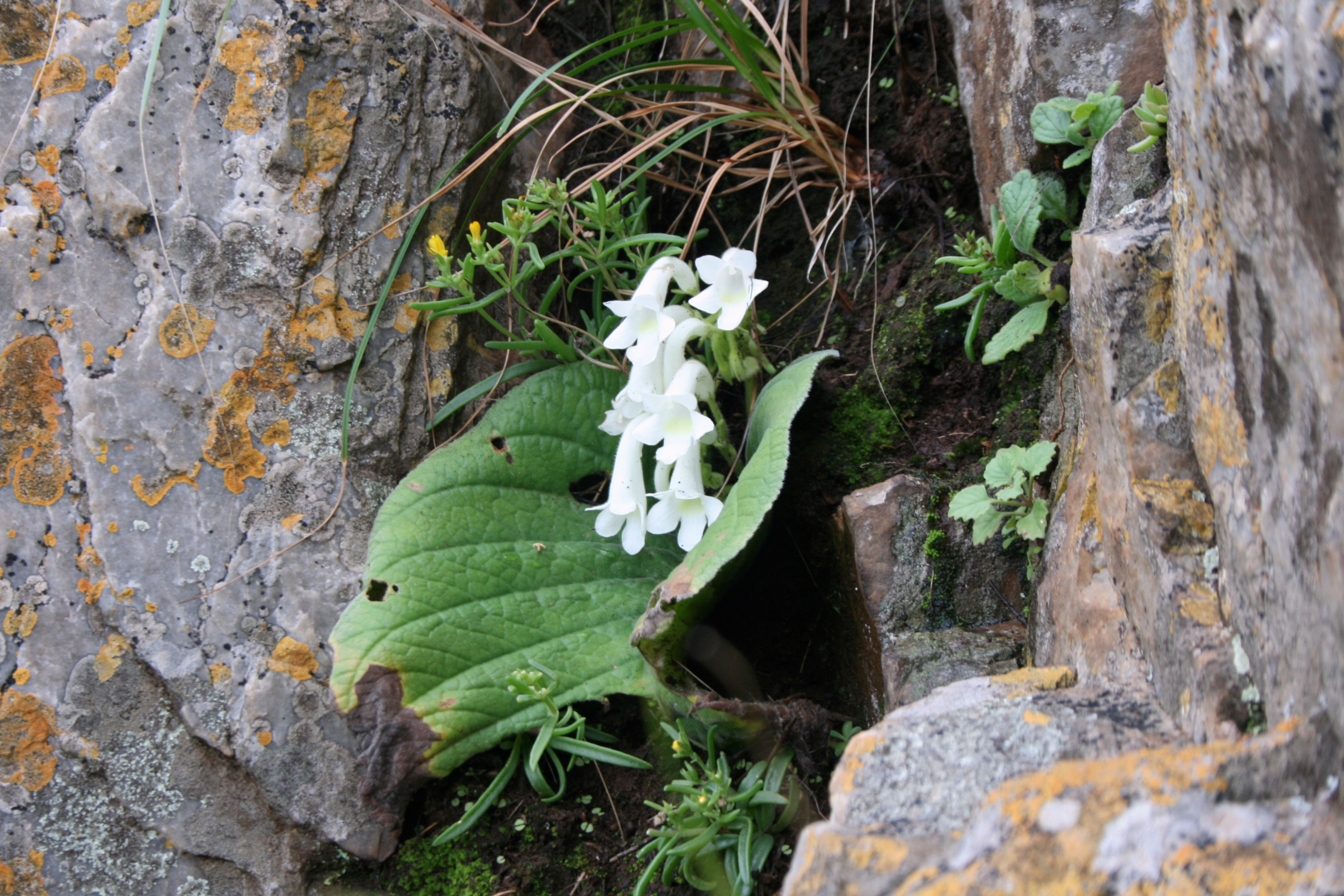
Streptocarpus vandeleurii

## Systematik
Die Gattung Streptocarpus wurde 1828 durch John Lindley in Botanical Register; Consisting of Coloured Figures of Exotic Plants Cultivated in British Gardens; with their History and Mode of Treatment, London, Band 14, Tafel 1173 aufgestellt. Die Typusart ist Streptocarpus rexii (Bowie ex Hook.) Lindl. Es gibt bei den Moosen ein Homonym Streptocarpus Poech, das ein Synonym von Encalypta Hedw. in der Moosfamilie Encalyptaceae ist.
Die Verwandtschaftsgruppe Streptocarpus, Acanthonema, Colpogyne, Hovanella, Linnaeopsis, Nodonema, Saintpaulia, Schizoboea und Trachystigma wird kontrovers diskutiert. Nach Nishii et al. 2015 gehören alle diese Gattungen in eine einzige erweiterte Gattung Streptocarpus. Sie ist gegliedert in die zwei Untergattungen Streptocarpus und Streptocarpella mit einigen Sektionen.
Diese erweiterte Gattung Streptocarpus s. l. gehört zur Subtribus Streptocarpinae aus der Tribus Trichosporeae Nees innerhalb der Familie der Gesneriaceae. Bei manchen Autoren sind auch die Arten der Gattung Saintpaulia in die Gattung Streptocarpus eingegliedert. Die vier asiatischen Arten gehören wahrscheinlich zu anderen Gattungen mit gedrehten Früchten. Die Gattung Streptocarpus ist in die zwei Untergattungen Streptocarpus (2n = meist 32 und Vielfache davon: 64, 96, 128) und Streptocarpella Engl. (2n = meist 30) gegliedert.
In der Gattung Streptocarpus s. l. gibt es etwa 135 Arten (hier mit Angabe des Heimatlandes):
- Streptocarpus actinoflorus T.J.Edwards & M.Hughes: Heimat Südafrika.
- Streptocarpus albus (E.A.Bruce) I.Darbysh.: Diese Neukombination erfolgte 2006. Es gibt die beiden Unterarten:
  - Streptocarpus albus subsp. albus (Basionym: Saintpaulia alba E.A.Bruce, Syn.: Linnaeopsis alba (E.A.Bruce) B.L.Burtt subsp. alba): Dieser Endemit kommt nur in Tansania vor.
  - Streptocarpus albus subsp. edwardsii (Weigend) I.Darbysh. (Basionym: Linnaeopsis alba subsp. edwardsii Weigend): Dieser Endemit kommt nur in Tansania vor.
- Streptocarpus andohahelensis Humbert: Heimat Madagaskar.
- Streptocarpus arcuatus Hilliard & B.L.Burtt: Heimat Malawi.
- Streptocarpus aylae T.J.Edwards: Heimat Südafrika.
- Streptocarpus bambuseti B.L.Burtt (Syn.: Streptocarpus glandulossisimus var. longiflorus Mansf.): Heimat Tansania.
- Streptocarpus baudertii L.L.Britten: Heimat Südafrika.
- Streptocarpus beampingaratrensis Humbert: Es gibt etwa vier Unterarten:
  - Streptocarpus beampingaratrensis subsp. beampingaratrensis Humbert var. beampingaratrensis: Heimat Madagaskar.
  - Streptocarpus beampingaratrensis subsp. beampingaratrensis var. brevicarpus Humbert: Heimat Madagaskar.
  - Streptocarpus beampingaratrensis subsp. antambolorum Humbert: Heimat Madagaskar.
  - Streptocarpus beampingaratrensis subsp. antankarana Humbert: Heimat Madagaskar.
- Streptocarpus bindseili E.Fischer: Heimat Ruanda.
- Streptocarpus boinensis Humbert: Heimat Madagaskar.
- Streptocarpus bolusii C.B.Clarke in Dyer: Heimat Südafrika.
- Streptocarpus brachynema Hilliard & B.L.Burtt: Heimat Mosambik.
- Streptocarpus breviflos (C.B.Clarke) C.B.Clarke (Basionym: Streptocarpus saundersii var. breviflos C.B.Clarke): Heimat Südafrika.
- Streptocarpus brevipilosus (B.L.Burtt) Mich.Möller & Haston: Diese Neukombination erfolgte 2015.
- Streptocarpus brevistamineus Humbert: Heimat Madagaskar.
- Streptocarpus buchananii C.B.Clarke (Syn.: Streptocarpus lilacinus Engl.): Heimat Malawi, Tansania und Mosambik.
- Streptocarpus bullatus Mansf. (Syn.: Streptocarpus minutiflorus Mansf.): Heimat Tansania.
- Streptocarpus burmanicus Craib: Heimat Myanmar.
- Streptocarpus burttianus T.Pocs: Heimat Tansania.
- Streptocarpus burundianus Hilliard & B.L.Burtt: Heimat Burundi.
- Streptocarpus caeruleus Hilliard & B.L. Burtt: Heimat Südafrika (Transvaal).
- Streptocarpus campanulatus B.L.Burtt: Heimat Madagaskar.
- Streptocarpus candidus Hilliard: Heimat Südafrika (KwaZulu-Natal).
- Streptocarpus capuronii Humbert: Heimat Madagaskar.
- Streptocarpus caulescens Vatke (Syn.: Streptocarpus rivularis Engl.): Heimat Kenia und Tansania.
- Streptocarpus compressus B.L.Burtt: Heimat Tansania.
- Streptocarpus confusus Hilliard: Es gibt etwa zwei Unterarten:
  - Streptocarpus confusus Hilliard subsp. confusus: Heimat Südafrika.
  - Streptocarpus confusus subsp. lebomboensis Hilliard & B.L.Burtt: Heimat Südafrika und Mosambik.
- Streptocarpus cooksonii B.L.Burtt: Heimat Südafrika.
- Streptocarpus cooperi C.B.Clarke: Heimat Südafrika.
- Streptocarpus cordifolius Humbert: Heimat Madagaskar.
- Streptocarpus coursii Humbert: Heimat Madagaskar.
- Streptocarpus cyanandrus B.L.Burtt: Heimat Rhodesien.
- Streptocarpus cyaneus S.Moore: Es gibt etwa drei Unterarten:
  - Streptocarpus cyaneus subsp. cyaneus (Syn.: Streptocarpus junodii Beauverd): Heimat Südafrika (Transvaal), Eswatini.
  - Streptocarpus cyaneus subsp. longi-tommii Weigend & Edwards: Heimat Südafrika (Transvaal).
  - Streptocarpus cyaneus subsp. nigridens Weigend & Edwards: Heimat Südafrika(Transvaal).
  - Streptocarpus cyaneus subsp. polackii (B.L.Burtt) Weigend & Edwards (Basionym: Streptocarpus polackii B.L.Burtt): Heimat Südafrika (Transvaal).
- Streptocarpus daviesii N.E.Br. ex C.B.Clarke: Heimat Südafrika.
- Streptocarpus davyi S.Moore: Heimat Südafrika.
- Streptocarpus decipiens Hilliard & B.L.Burtt: Heimat Südafrika.
- Streptocarpus denticulatus Turrill, („denticulata“): Heimat Südafrika.
- Streptocarpus dolichanthus Hilliard & B.L.Burtt: Heimat Malawi.
- Streptocarpus dunnii Hook. f. (Syn.: Streptocarpus armitagei Baker f. & S.Moore, Streptocarpus dunnii Mast. nom. nud.): Heimat Südafrika.
- Streptocarpus elongatus Engl. (Syn.: Streptocarpus elongatus var. glabrescens Engl., Streptocarpus thomensis Exell): Heimat Kamerun, São Tomé und Sudan.
- Streptocarpus erubescens Hilliard & B.L.Burtt: Heimat Malawi und Mosambik.
- Streptocarpus euanthus Mansf.: Heimat Tansania.
- Streptocarpus exsertus Hilliard & B.L.Burtt in Hilliard & Burtt: Heimat Kenia.
- Streptocarpus eylesii S.Moore: Es gibt etwa zwei Unterarten:
  - Streptocarpus eylesii S.Moore subsp. eylesii: Heimat Rhodesien, Malawi und Mosambik.
  - Streptocarpus eylesii subsp. brevistylus Hilliard & B.L.Burtt: Heimat Malawi, Tansania und Sambia.
  - Streptocarpus eylesii subsp. chalensis I.Darbysh.: Heimat Tansania.
  - Streptocarpus eylesii subsp. silvicola Hilliard & B.L.Burtt: Heimat Malawi.
- Streptocarpus fanniniae Harvey ex C.B.Clarke (Syn.: Streptocarpus fanniniae var. minor C.B.Clarke, Streptocarpus woodii C.B.Clarke): Heimat Südafrika.
- Streptocarpus fasciatus T.Edwards & C.Kunhardt: Heimat Südafrika (Transvaal).
- Streptocarpus fenestra-dei Weigend & Edwards: Heimat Südafrika (Transvaal).
- Streptocarpus floribundus M.Weigend & T.J.Edwards: Heimat Südafrika (KwaZulu-Natal).
- Streptocarpus formosus (Hilliard & B.L.Burtt) T.J.Edwards (Basionym: Streptocarpus primulifolius subsp. formosus Hilliard & B.L.Burtt): Heimat Südafrika.
- Streptocarpus galpinii Hook. f.: Heimat Südafrika.
- Streptocarpus gardenii Hook. (Syn.: Streptocarpus biflorus Crocker): Heimat Südafrika (KwaZulu-Natal).
- Streptocarpus glabrifolius Humbert: Heimat Madagaskar.
- Streptocarpus glandulosissimus Engl.: Heimat Burundi, Kongo, Kenia, Ruanda, Tansania und Uganda.
- Streptocarpus goetzei Engl. (Syn.: Streptocarpus lujai De Wildeman, Streptocarpus mahonii Hook. f. („Mahoni“), Streptocarpus rungwensis Engl., Streptocarpus rungwensis var. latifolius Engler, Streptocarpus rungwensis var. typicus Engl. nom. superfl.): Heimat Tansania, Mosambik und Malawi.
- Streptocarpus goetzeanus (Engl.) Christenh.: Diese Neukombination erfolgte 2012. Die Art kommt in Tansania vor.
- Streptocarpus gonjaensis Engler: Heimat Tansania.
- Streptocarpus grandis N.E.Br.: Es gibt etwa zwei Unterarten:
  - Streptocarpus grandis subsp. grandis: Heimat Südafrika und vielleicht Rhodesien
  - Streptocarpus grandis subsp. septentrionalis Hilliard & B.L.Burtt: Heimat Rhodesien.
- Streptocarpus haygarthii N.E.Br. ex C.B.Clarke (Syn.: Streptocarpus angustilobus J.M.Wood nom. nud., Streptocarpus reynoldsii Verdoorn): Heimat Südafrika.
- Streptocarpus heckmannianus (englisch) I.Darbysh.: Es gibt Unterarten:
  - Streptocarpus heckmannianus subsp. gracilis (E.A.Bruce) I.Darbysh.(Basionym: Linnaeopsis gracilis E.A.Bruce, Syn.: Linnaeopsis heckmanniana subsp. gracilis (E.A.Bruce) Weigend): Heimat Tansania.
  - Streptocarpus heckmannianus subsp. heckmannianus (Basionym: Linnaeopsis heckmanniana Engler subsp. heckmanniana): Heimat Tansania.
- Streptocarpus hilburtianus T.J.Edwards: Heimat Südafrika.
- Streptocarpus hildebrandtii Vatke: Heimat Madagaskar.
- Streptocarpus hilsenbergii R.Br.: Es gibt etwa zwei Varietäten:
  - Streptocarpus hilsenbergii R.Br. var. hilsenbergii (Syn.: Didymocarpus angovensis Boj. ex DC. nom. nud. pro syn., Didymocarpus hilsenbergii Boj. nom. nud. pro syn., Streptocarpus angovensis DC., Streptocarpus buchenarii Vatke ex Ivanina nom. nud., Streptocarpus buchenovii Vatke ex Hilliard & B.L.Burtt nom. nud. pro syn.): Heimat Madagaskar.
  - Streptocarpus hilsenbergii var. angustifolius Humbert ex B.L.Burtt: Heimat Madagaskar.
- Streptocarpus hirsutissimus E.A.Bruce: Heimat Tansania.
- Streptocarpus hirticapsa B.L.Burtt: Heimat Rhodesien und rhodesisch-mosambikanische Grenze.
- Streptocarpus hirtinervis C.B.Clarke: Heimat Malawi.
- Streptocarpus holstii Engler (Syn.: Streptocarpus caulescens var. ovatus C.B.Clarke („ovata“), Streptocarpus ovatus (C.B.Clarke) C.B.Clarke): Heimat Tansania.
- Streptocarpus huamboensis B.L.Burtt: Heimat Angola.
- Streptocarpus ibityensis Humbert: Heimat Madagaskar.
- Streptocarpus inconspicuus (B.L.Burtt) Christenh.: Diese Neukombination erfolgte 2012. Die Art kommt in Tansania vor.
- Streptocarpus inflatus B.L.Burtt: Heimat Tansania.
- Streptocarpus insularis Hutchinson & Dalziel (Syn.: Streptocarpus denticulatus Engl. non Turrill): Es ist ein Endemit der Insel Bioko vor der westafrikanischen Küste.
- Streptocarpus integrifolius B.L.Burtt: Heimat Madagaskar.
- Streptocarpus ionanthus (H.Wendl.) Christenh.: Diese Neukombination erfolgte 2012. Die etwa zehn Unterarten kommen nur in jeweils kleinen Gebieten in Kenia und östlichen sowie südwestlichen Tansania vor.
- Streptocarpus itremensis B.L.Burtt: Heimat Madagaskar.
- Streptocarpus johannis L.L.Britten: Heimat Südafrika.
- Streptocarpus katangensis De Wildeman & Th.Durand: Heimat Kongo.
- Streptocarpus kentaniensis Britten & Story: Heimat Südafrika.
- Streptocarpus kimbozanus B.L.Burtt: Heimat Tansania.
- Streptocarpus kirkii Hook. f.: Heimat Kenia und Tansania.
- Streptocarpus kungwensis Hilliard & B.L.Burtt: Heimat Tansania.
- Streptocarpus kunhardtii T.J.Edwards: Heimat Südafrika (KwaZulu-Natal).
- Streptocarpus lanatus MacMaster: Heimat Madagaskar.
- Streptocarpus latens Hilliard & B.L.Burtt: Heimat Südafrika.
- Streptocarpus leandrii Humbert ex B.L.Burtt: Es gibt etwa zwei Varietäten:
  - Streptocarpus leandrii Humbert ex B.L.Burtt var. leandrii: Heimat Madagascar.
  - Streptocarpus leandrii var. robustus B.L.Burtt: Heimat Madagascar.
- Streptocarpus leptopus Hilliard & B.L.Burtt: Heimat Malawi und Mosambik.
- Streptocarpus levis B.L.Burtt: Heimat Madagaskar.
- Streptocarpus lilliputana D.U.Bellstedt & T.J.Edwards: Heimat Südafrika (Ostkap)
- Streptocarpus linguatus B.L.Burtt: Heimat Madagaskar.
- Streptocarpus lokohensis Humbert: Heimat Madagaskar.
- Streptocarpus longiflorus (Hilliard & B.L.Burtt) T.Edwards (Basionym: Streptocarpus caeruleus subsp. longiflorus Hilliard & B.L.Burtt, Syn.: Streptocarpus caeruleus subsp. longitubus Hilliard & B.L.Burtt): Heimat Südafrika (Transvaal).
- Streptocarpus macropodus B.L.Burtt: Heimat Madagaskar.
- Streptocarpus makabengensis Hilliard: Heimat Südafrika (Transvaal).
- Streptocarpus mandrerensis Humbert: Heimat Madagaskar.
- Streptocarpus mangindranensis Humbert: Heimat Madagaskar.
- Streptocarpus masisiensis De Wildeman: Heimat Kongo.
- Streptocarpus mbeyensis I.Darbysh.: Heimat Tansania.
- Streptocarpus meyeri B.L.Burtt (Syn.: Columnea henckelioides Spreng. ex C.B.Clarke, Columnea henkelioides Spreng. ex Heynh., Streptocarpus parviflorus E.Meyer nom. nud., Streptocarpus parviflorus E.Meyer ex C.B.Clarke non Hook. f.): Heimat Südafrika.
- Streptocarpus michelmorei B.L.Burtt: Heimat Rhodesien und Mosambik.
- Streptocarpus micranthus C.B.Clarke: Heimat Südafrika.
- Streptocarpus milanjianus Hilliard & B.L. Burtt: Heimat Malawi
- Streptocarpus modestus L.L.Britten: Heimat Südafrika.
- Streptocarpus molweniensis Hilliard: Es gibt etwa zwei Unterarten:
  - Streptocarpus molweniensis Hilliard subsp. molweniensis: Heimat Südafrika.
  - Streptocarpus molweniensis subsp. eshowicus Hilliard & B.L.Burtt: Heimat Südafrika.
- Streptocarpus monophyllus Welwitsch (Syn.: Streptocarpus benguelensis Welwitsch ex C.B.Clarke nom. illeg.): Heimat Angola.
- Streptocarpus montanus Oliv. (Syn.: Streptocarpus montanus Oliv. nom. nud.): Heimat Kenia und Tansania.
- Streptocarpus montigena L.L.Britten: Heimat Südafrika.
- Streptocarpus montis-bingae Hilliard & B.L.Burtt: Heimat Grenzgebiet Mosambik-Simbabwe.
- Streptocarpus muscicola Engler: Heimat Kamerun.
- Streptocarpus muscosus C.B.Clarke („muscosa“): Heimat Madagaskar.
- Streptocarpus myoporoides Hilliard & B.L.Burtt: Heimat Mosambik.
- Streptocarpus nimbicola Hilliard & B.L.Burtt: Heimat Malawi.
- Streptocarpus nitidus (B.L.Burtt) Mich.Möller & Haston: Diese Neukombination erfolgte 2012. Die Art kommt in Tansania vor.
- Streptocarpus nobilis C.B.Clarke (Syn.: Streptocarpus albiflorus Engler, Streptocarpus albiflorus f. nanus Engler, Streptocarpus atroviolaceus Engler, Streptocarpus balsaminoides Engler, Streptocarpus balsaminoides var. tenuifolius Engler, Streptocarpus balsaminoides var. winkleri Engler, Streptocarpus chariensis A.Chev. nom. nud., Streptocarpus kerstingii Engler, Streptocarpus lagosensis C.B.Clarke in Dyer, Streptocarpus ledermannii Engler, Streptocarpus princeps Mildbr. & Engler, Streptocarpus violascens Engler, Streptocarpus violascens f. nanus Engler): Sie ist weitverbreitet im tropischen Westafrika von Gambia über Kamerun bis zur Zentralafrikanischen Republik.
- Streptocarpus occultus Hilliard: Heimat Südafrika (Transvaal).
- Streptocarpus oliganthus B.L.Burtt: Heimat Madagaskar.
- Streptocarpus orientalis Craib: Heimat Thailand.
- Streptocarpus pallidiflorus C.B.Clarke (Syn.: Streptocarpus caulescens f. pallescens (Engler) Engler, Streptocarpus caulescens var. pallescens Engler): Heimat Kenia und Tansania.
- Streptocarpus papangae Humbert: Heimat Madagaskar.
- Streptocarpus parensis B.L.Burtt: Heimat Tansania.
- Streptocarpus parviflorus Hook. f.: Es gibt etwa zwei Unterarten:
  - Streptocarpus parviflorus Hook. f. subsp. parviflorus (Syn.: Streptocarpus luteus C.B.Clarke in DC.): Heimat Südafrika.
  - Streptocarpus parviflorus subsp. soutpansbergensis Weigend & Edwards: Heimat Südafrika (Transvaal).
- Streptocarpus pentherianus Fritsch: Heimat Südafrika.
- Streptocarpus perrieri Humbert: Heimat Madagaskar.
- Streptocarpus phaeotrichus B.L.Burtt: Heimat Äthiopien.
- Streptocarpus plantagineus Vatke: Heimat Madagaskar/Komoren.
- Streptocarpus pogonites Hilliard & B.L.Burtt: Heimat Südafrika.
- Streptocarpus pole-evansii Verdoorn: Heimat Südafrika.
- Streptocarpus polyanthus Hook.: Es gibt etwa vier Unterarten:
  - Streptocarpus polyanthus Hook. subsp. polyanthus (Syn.: Didymocarpus polyanthus Veitch („polyantha“)): Heimat Südafrika.
  - Streptocarpus polyanthus subsp. comptonii (Mansf.) Hilliard (Basionym: Streptocarpus comptonii Mansf.): Heimat Südafrika.
  - Streptocarpus polyanthus subsp. dracomontanus Hilliard: Heimat Südafrika.
  - Streptocarpus polyanthus subsp. verecundus Hilliard: Heimat Südafrika.
- Streptocarpus polyphyllus Humbert: Heimat Madagaskar.
- Streptocarpus porphyrostachys Hilliard: Heimat Südafrika.
- Streptocarpus primulifolius Gandoger (Syn.: Streptocarpus insignis B.L.Burtt non André, Streptocarpus primuliflorus Gandoger, Streptocarpus rexii var. biflorus Ortgies): Heimat Südafrika.
- Streptocarpus prolixus C.B.Clarke („prolixa“, Syn.: Streptocarpus gracilis B.L.Burtt): Heimat Südafrika.
- Streptocarpus prostratus (Humbert) B.L.Burtt: Es gibt etwa zwei Varietäten:
  - Streptocarpus prostratus (Humbert) B.L.Burtt var. prostratus (Basionym: Streptocarpus tanala var. prostratus Humbert): Heimat Madagaskar.
  - Streptocarpus prostratus var. major B.L. Burtt: Heimat Madagaskar.
- Streptocarpus pumilus B.L.Burtt: Heimat Rhodesien.
- Streptocarpus pusillus Harvey ex C.B.Clarke: Heimat Südafrika.
- Streptocarpus revivescens Humbert ex B.L.Burtt: Heimat Madagaskar.
- Streptocarpus rexii (Hook.) Lindl. (Basionym: Didymocarpus rexii Hook., Syn.: Henckelia capensis A.Braun ex C.B.Clarke in DC., Henckelia rexii (Hook.) Heynh., Streptocarpus floribundus hort. nom. nud., Streptocarpus multiflorus hort.): Heimat Südafrika.
- Streptocarpus rhodesianus S.Moore: Es gibt etwa zwei Unterarten:
  - Streptocarpus rhodesianus S.Moore subsp. rhodesianus (Syn.: Streptocarpus paucispiralis Engler, Streptocarpus rhodesianus var. perlanatus Duvigneaud): Heimat Sambia, Angola und Katanga.
  - Streptocarpus rhodesianus subsp. grandiflorus I.Darbysh.: Heimat Tansania.
- Streptocarpus rimicola Story: Heimat Südafrika.
- Streptocarpus roseo-albus Weigend & Edwards (Syn.: Streptocarpus rexii sensu E.P.Philipps): Heimat Südafrika (Transvaal).
- Streptocarpus sambiranensis Humbert: Heimat Madagaskar.
- Streptocarpus saundersii Hook. (Syn.: Streptocarpus tubiflos C.B.Clarke in Dyer): Heimat Südafrika.
- Streptocarpus saxorum Engler: Heimat Kenia und Tansania.
- Streptocarpus schliebenii Mansf.: Heimat Tansania.
- Streptocarpus semijunctus B.L.Burtt: Heimat Madagaskar.
- Streptocarpus silvaticus Hilliard: Heimat Südafrika.
- Streptocarpus solenanthus Mansf.: Heimat Tansania, Sambia, Malawi und Rhodesien.
- Streptocarpus stellulifer B.L.Burtt: Heimat Madagaskar.
- Streptocarpus stenosepalus B.L.Burtt: Heimat Madagaskar.
- Streptocarpus stomandrus B.L.Burtt („stomandra“): Heimat Tansania.
- Streptocarpus suborbicularis B.L.Burtt: Heimat Madagaskar.
- Streptocarpus subscandens (B.L.Burtt) I.Darbysh. (Basionym: Linnaeopsis subscandens B.L.Burtt): Heimat Tansania.
- Streptocarpus suffruticosus Humbert: Es gibt etwa vier Varietäten:
  - Streptocarpus suffruticosus Humbert var. suffruticosus: Heimat Madagaskar.
  - Streptocarpus suffruticosus var. hirtellus Humbert: Heimat Madagaskar.
  - Streptocarpus suffruticosus var. pachycarpus B.L.Burtt: Heimat Madagaskar.
  - Streptocarpus suffruticosus var. sericeus B.L.Burtt: Heimat Madagaskar.
- Streptocarpus sumatranus B.L.Burtt: Heimat: Sumatra.
- Streptocarpus tanala Humbert: Heimat Madagaskar
- Streptocarpus tchenzemae Gilli (Syn.: Streptocarpus bequaertii De Wildeman, Streptocarpus mildbraedii Engler, Streptocarpus ruwenzoriensis Baker, Streptocarpus smithii C.B.Clarke, Streptocarpus volkensii Engler)
- Streptocarpus thompsonii R.Br.: Es gibt etwa zwei Varietäten:
  - Streptocarpus thompsonii R.Br. var. thompsonii (Syn.: Streptocarpus paniculatus R.Br.): Heimat Madagaskar und Komoren.
  - Streptocarpus thompsonii var. bojeri (R.Br.) C.B.Clarke (Basionym: Streptocarpus bojeri R.Br.): Heimat Madagaskar.
- Streptocarpus thysanotus Hilliard & B.L.Burtt: Heimat Tansania.
- Streptocarpus trabeculatus Hilliard: Heimat Südafrika.
- Streptocarpus tsaratananensis Humbert ex B.L.Burtt: Heimat Madagaskar.
- Streptocarpus tsimihetorum Humbert (Syn.: Streptocarpus tsimietorum Humbert): Heimat Madagaskar.
- Streptocarpus umtaliensis B.L.Burtt: Heimat Rhodesisch-Mosambikanische Grenze.
- Streptocarpus vandeleurii Baker f. & S.Moore: Heimat Südafrika.
- Streptocarpus variabilis Humbert: Heimat Madagaskar, Komoren.
- Streptocarpus velutinus B.L.Burtt: Heimat Madagaskar.
- Streptocarpus venosus B.L.Burtt: Heimat Madagaskar.
- Streptocarpus wendlandii Spreng.: Heimat Südafrika.
- Streptocarpus wilmsii Engler (Syn.: Streptocarpus muddii C.B.Clarke in Dyer): Heimat Südafrika.
- Streptocarpus wittei De Wildeman: Heimat Kongo, Sambia und Malawi.
- Streptocarpus zimmermanii Engler: Heimat Tansania.

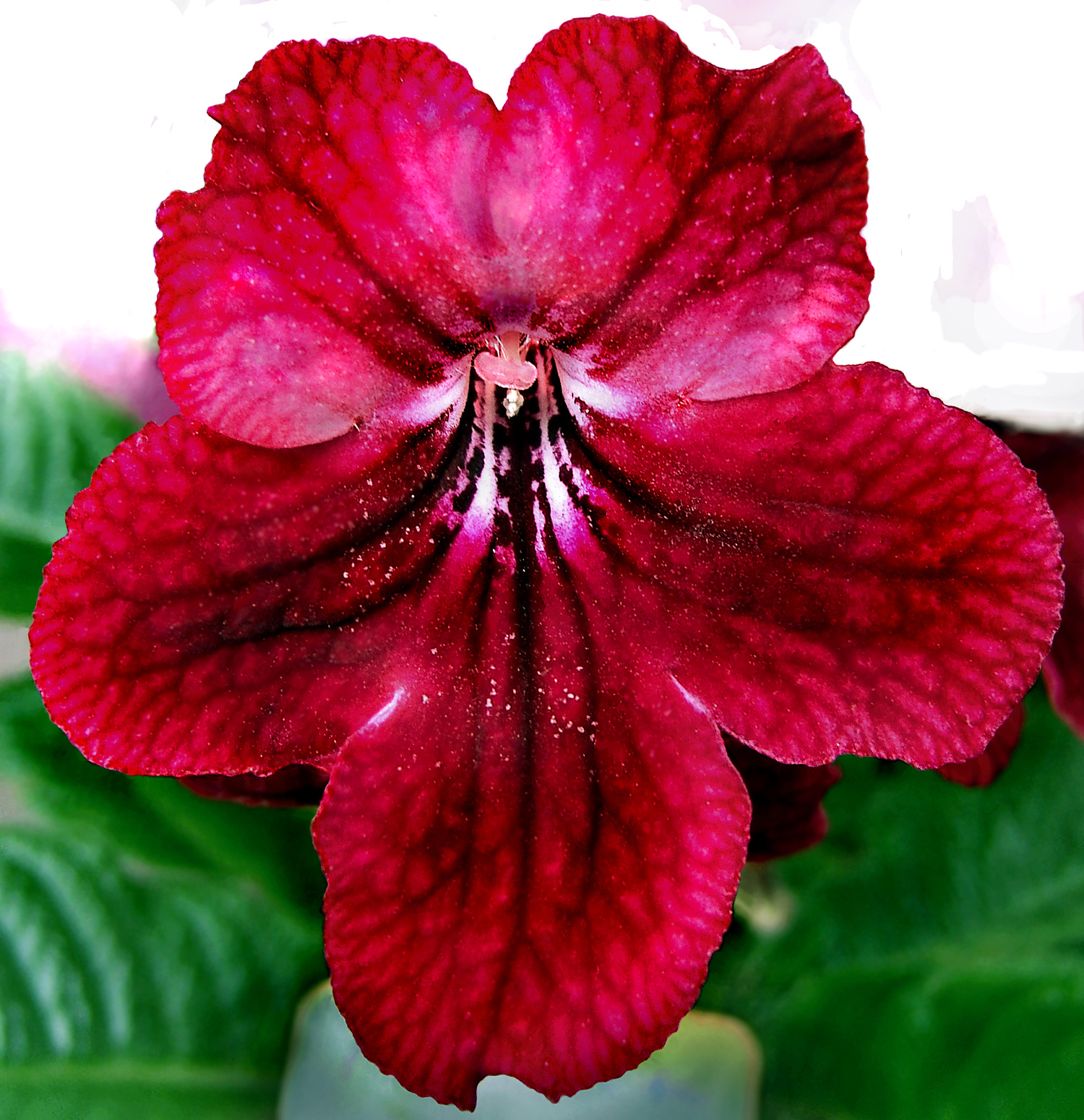
Streptocarpus ×hybridus
Sorte 'Marleen'

- Streptocarpus ×hybridus (Streptocarpus-Hybriden, Syn.: Streptocarpus achimeniflorus hort. ex Gentil, („achimeniflora“) nom. nud., Streptocarpus azureus André, Streptocarpus biflorus Pucci non Crocker, Streptocarpus binderi hort. ex Watson, Streptocarpus bruantii hort. ex Carrière & André, Streptocarpus dyeri W.Watson, Streptocarpus grandiflorus André, Streptocarpus greenii hort. nom. nud., Streptocarpus insignis André, Streptocarpus kewensis hort., Streptocarpus liechtensteinensis hort., Streptocarpus maculatus André, Streptocarpus polyanthus hort., Streptocarpus polyanthus var. grandiflorus Ingelr., Streptocarpus primuloides Dickie nom. nud., Streptocarpus scandens hort. ex Gentil nom. nud., Streptocarpus watsonii hort.): Sie sind in Kultur entstanden.

## Forschungsobjekt
Die Gattung Streptocarpus ist seit langem ein Forschungsobjekt, bei dem verschiedene Aspekte der Botanik wie die Phylogenie und Ontogenie verschiedener Arten unter anderem mit Hilfe biochemischer und molekularbiologischer Methoden untersucht werden. Dieter Heß entdeckte 1961 die mRNA als Auslöser der Blühinduktion bei Streptocarpus wendlandii.